# ロックフィルダム

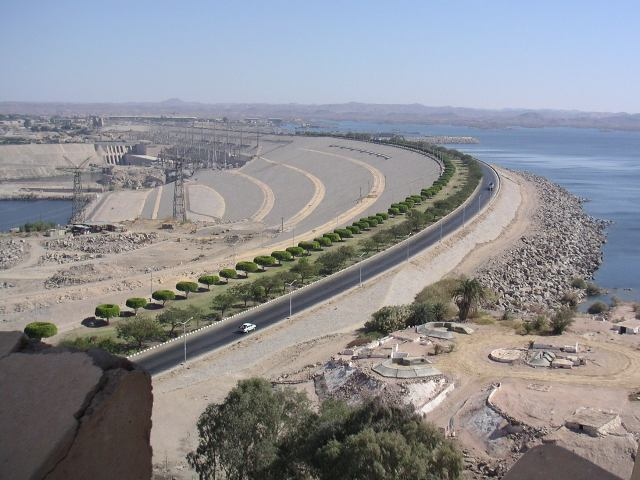
ロックフィルダム（アスワン・ハイ・ダム）

ロックフィルダム（英: Rock-fill dam）はダムの型式の一つで、岩石や土砂を積み上げて建設する型式のダムである。

## 概要

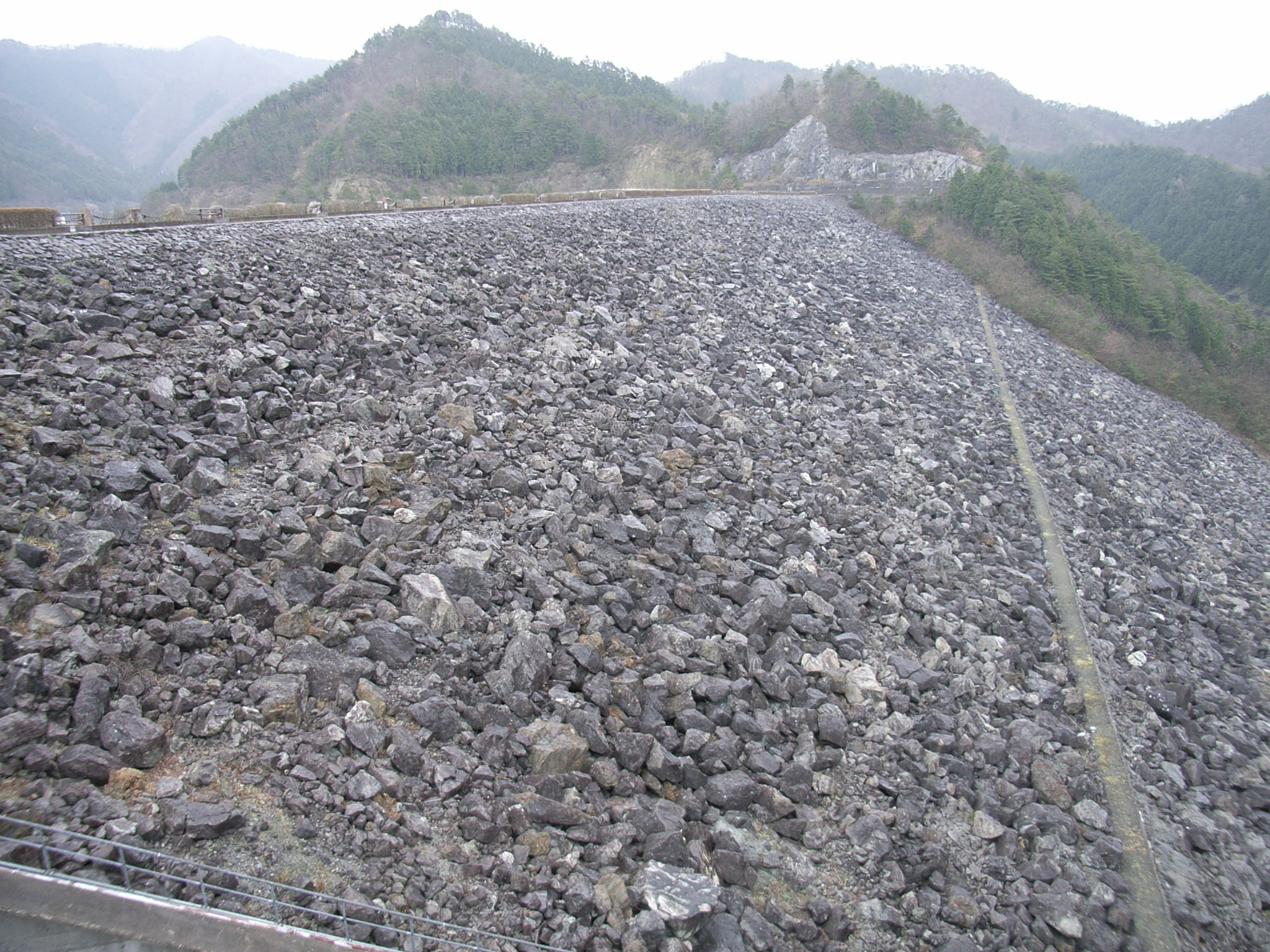
外観（黒川ダム）

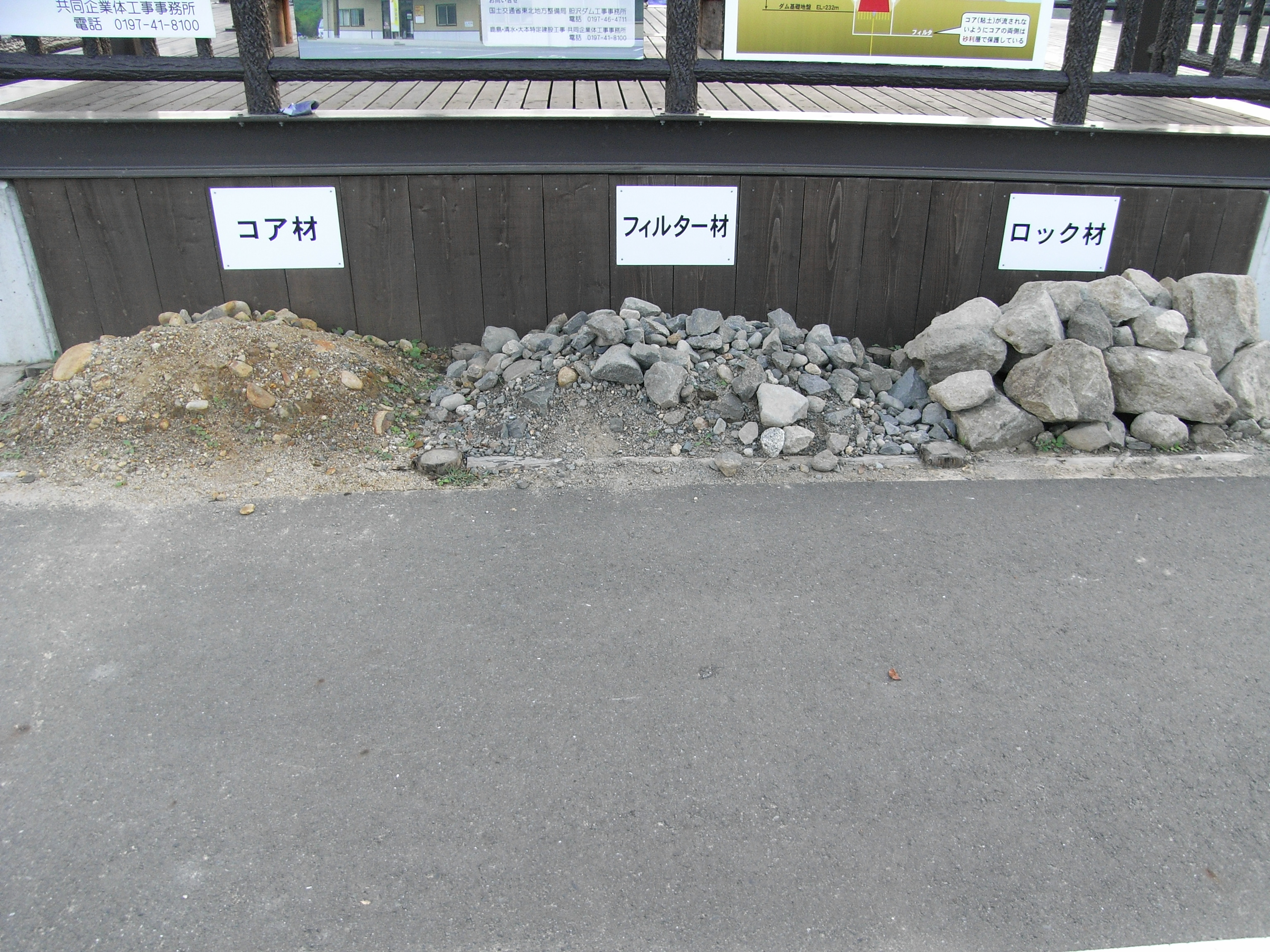
材料（胆沢ダム）。左からコア材・フィルター材・ロック材。土質の違いが分かる。

内部は、中心部を粘土・その両脇を砂や砂利・外郭部を岩石で覆う三層五重に分かれた構造をもつ。中心部の粘土質はコア材（遮水壁）とも呼ばれ、このコア材が水をせき止める。その両面に砂や砂利からなるフィルター材が積まれコアが崩れないように支え、さらにその外側に岩を敷き詰めたロック材を幅広く積み、コアとフィルターをささえる。水を遮る方式によって幾つかの亜型に分類される。ただし世界的にはロックフィルダムとアースダムの基準があいまいである（材料を混成して建設される場合があるため）ことから厳密な区別はされておらず、一括してフィルダムもしくはフィルタイプダム、あるいはエンバンクメントダムと呼ばれる。日本においても、近年ではゾーン型フィルダムと呼ばれる場合が多々ある（詳細はフィルダムの項目を参照）。ロックフィルダムの外観は通常岩石が剥き出しの状態であるが、中には芝生で覆われているダムもある。この場合アースダムと外観が似る。ダム堤体に備えられる通路は監査用であり、犬走りと呼ぶ。
貯水の浸透を防ぐため、ロードローラーなどの大型工事用機械で十分に締固めながら徐々に盛土を行うのが通常の方法であるが、「投石工法」と呼ばれる山上から投石して積み上げる方法もある。なお、ロックフィルダムの施工法はやがて重力式コンクリートダムの施工法にも応用され、セメントの水分含有量を極力少なくした超固練りコンクリートを薄く層状に打設するRCD工法 (Roller Compacted Dam Concreat) として発展し、現在ではその派生である拡張レヤ工法（Extended Layer Construction Method. 略称 ELCM, エルコム） などと共に重力式ダムの主要な工法となっている。
地盤が堅固でなく、コンクリートダムの建設が困難な場合に建設されることが多い。ダム自体の体積が大きいため安定性がありアースダムよりは丈夫であるが、洪水による堤体越水には弱い。従って重力式コンクリートダムなどのように堤体中央部に洪水吐きを設けることができない。このため、左岸・右岸の何れかの山を掘削して洪水吐きを設けるのが一般的である。中にはトンネルを掘ってダム下流に放流するタイプの洪水吐きもある。
世界では比較的早い段階から施工が手掛けられており、戦後においては高さが200 m を超えるハイダムも数多く建設されるようになった。現在世界で最も高い堤高を有するロックフィルダムは旧ソビエト連邦時代より建設が進められているタジキスタンのログンダムであり、ダムの高さが 335.0 m と東京タワーの高さ (333.0 m) を超える規模のダムである。下流 70 km 地点には現在世界最高の高さを有するヌレークダム (300.0 m) もある。このヌレークダムは中心のコア部の体積の中にダムの高さが日本一の黒部ダム（富山県・黒部川）が完全に入る程の大きさを持っている。このほか世界有数の人造湖を有するアスワン・ハイ・ダム（ナイル川）やアコソンボダム（ボルタ川）などもロックフィルダムである。
世界の主なロックフィルダム
| 国名         | ダム名               | 堤高 (m) | 総貯水容量 （千m3） | 完成年 | 備考                 |
| ------------ | -------------------- | -------- | ------------------- | ------ | -------------------- |
| タジキスタン | ログンダム           | 335.0    | 13,300,000          | 建設中 | 堤高世界一           |
| タジキスタン | ヌレークダム         | 300.0    | 1,050,000           | 1980年 |                      |
| インド       | テヘリダム           | 261.0    | 3,540,000           | 建設中 |                      |
| エジプト     | アスワン・ハイ・ダム | 111.0    | 162,000,000         | 1970年 | 総貯水容量世界第三位 |
| ガーナ       | アコソンボダム       | 134.0    | 150,000,000         | 1965年 | 総貯水容量世界第四位 |

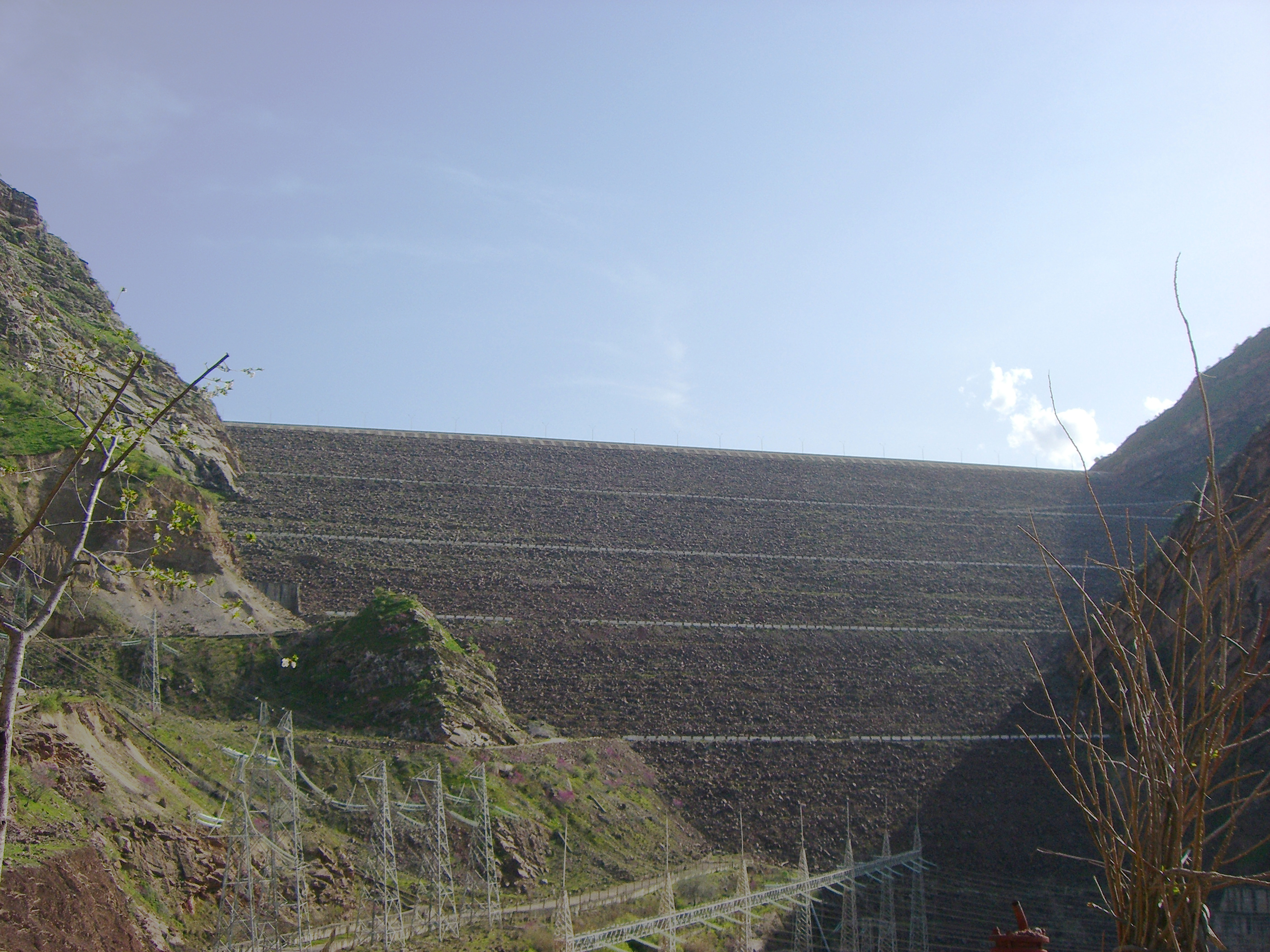
ヌレークダム（タジキスタン） 高さ 300 m
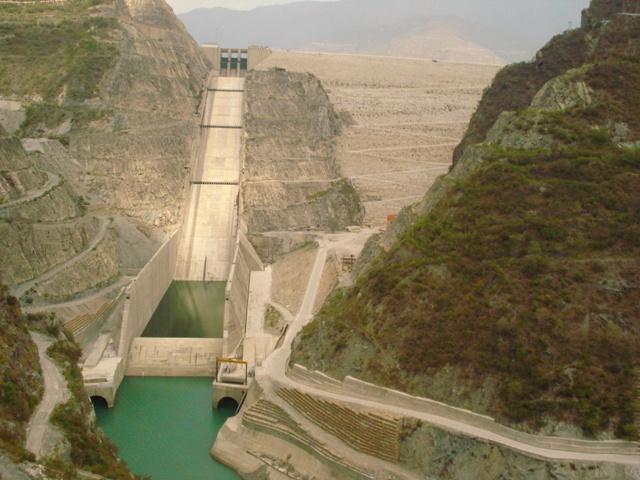
テヘリダム（インド） 高さ 261 m
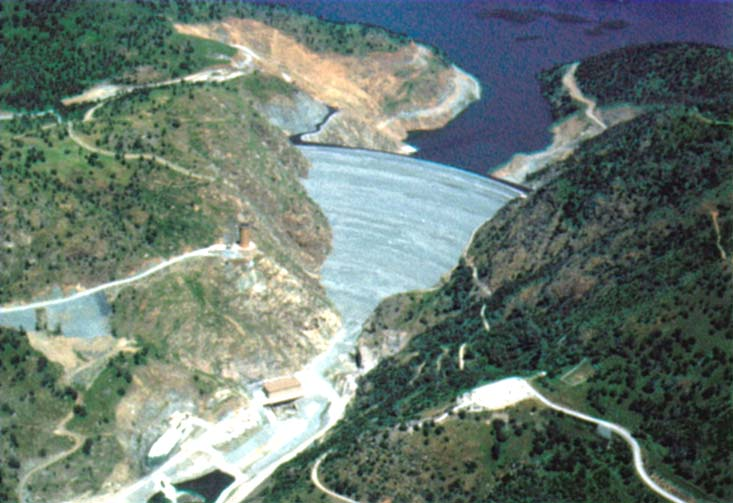
ニューメロネスダム（アメリカ） 高さ 190.5 m
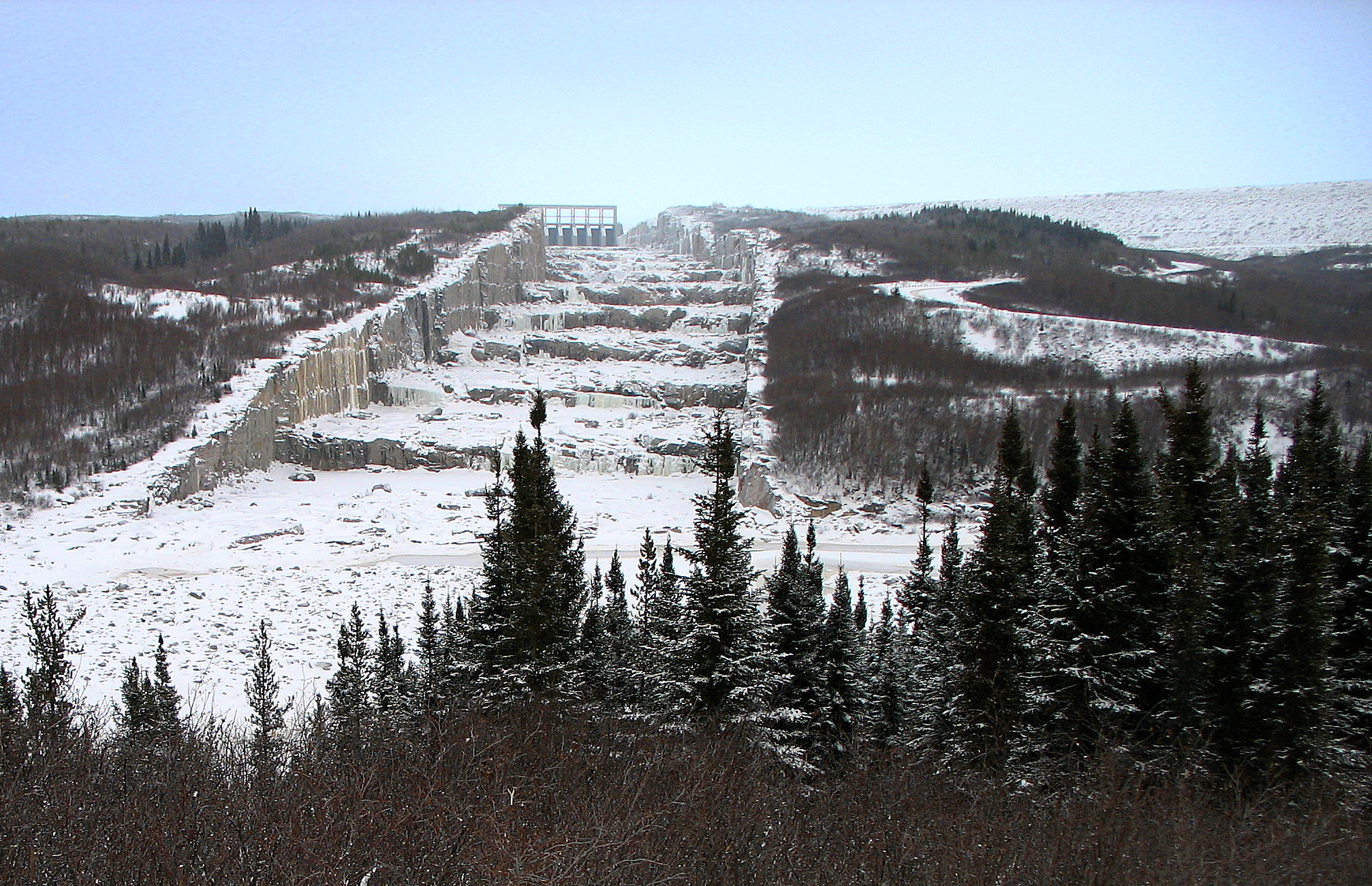
ラグランテ第二ダム（カナダ） 高さ 168 m
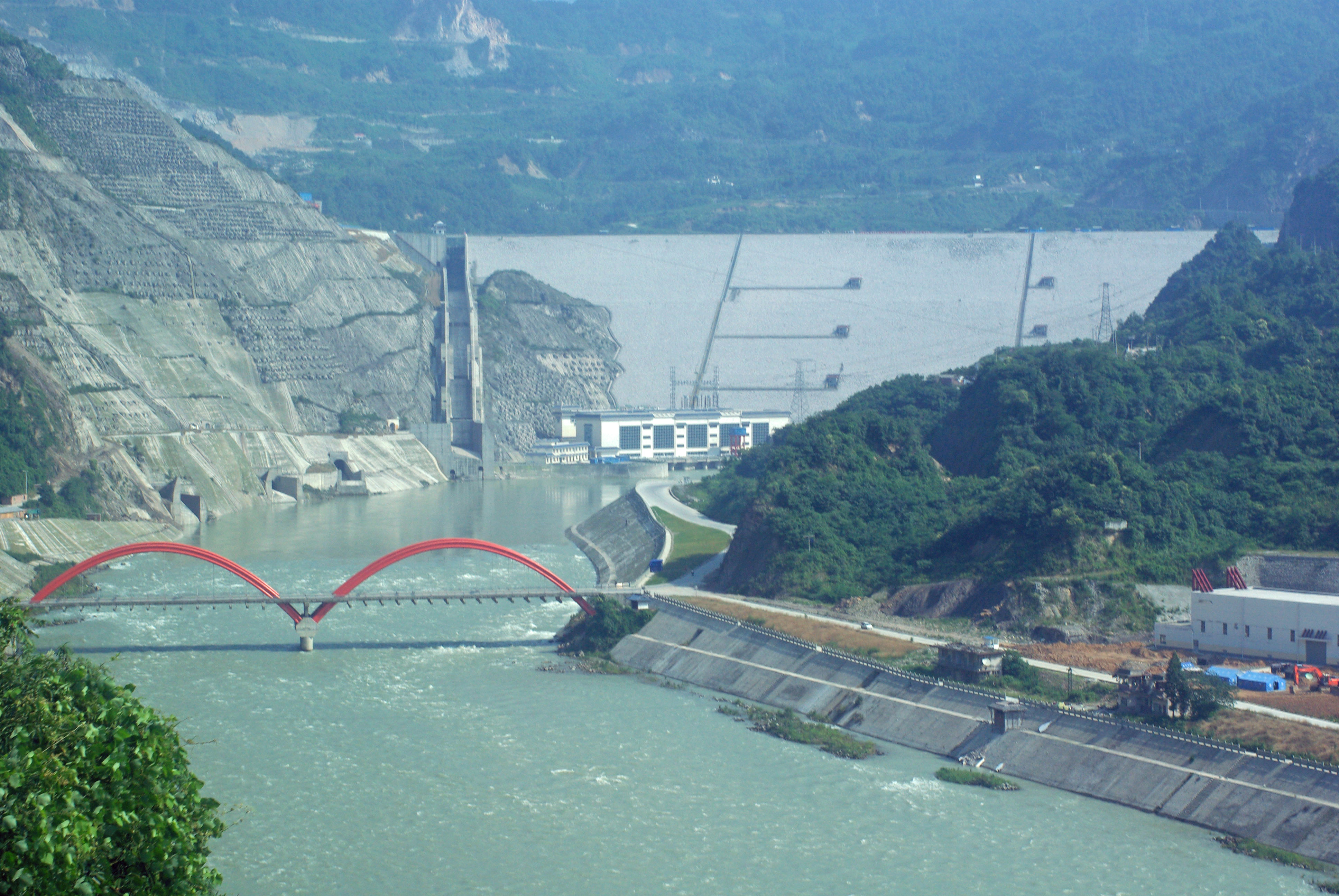
紫坪埔ダム（中国） 高さ 156 m
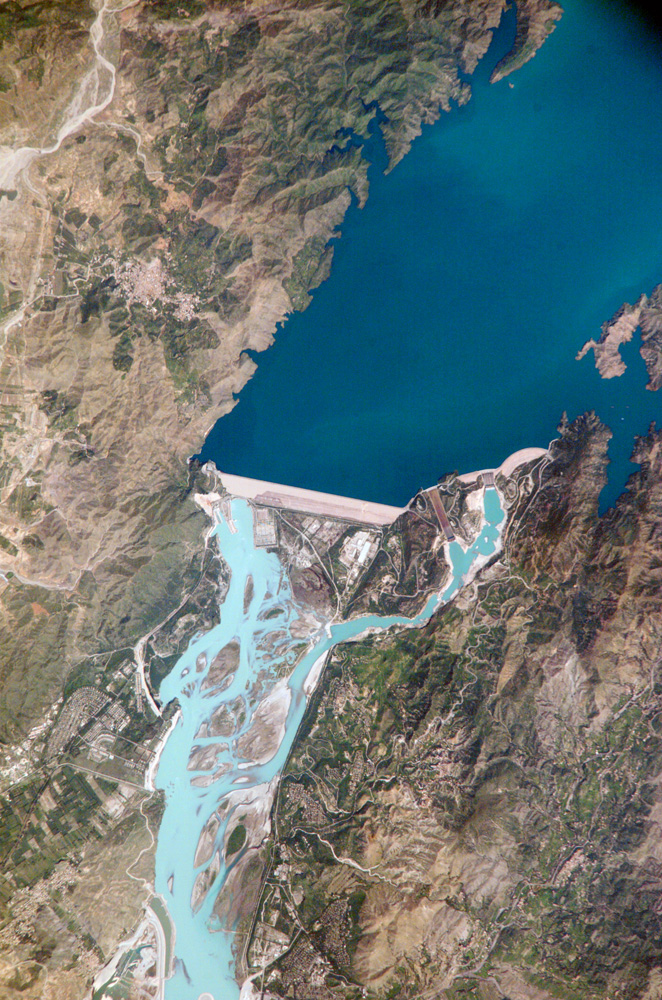
タルベラダム（英語版）（パキスタン） 高さ 143 m
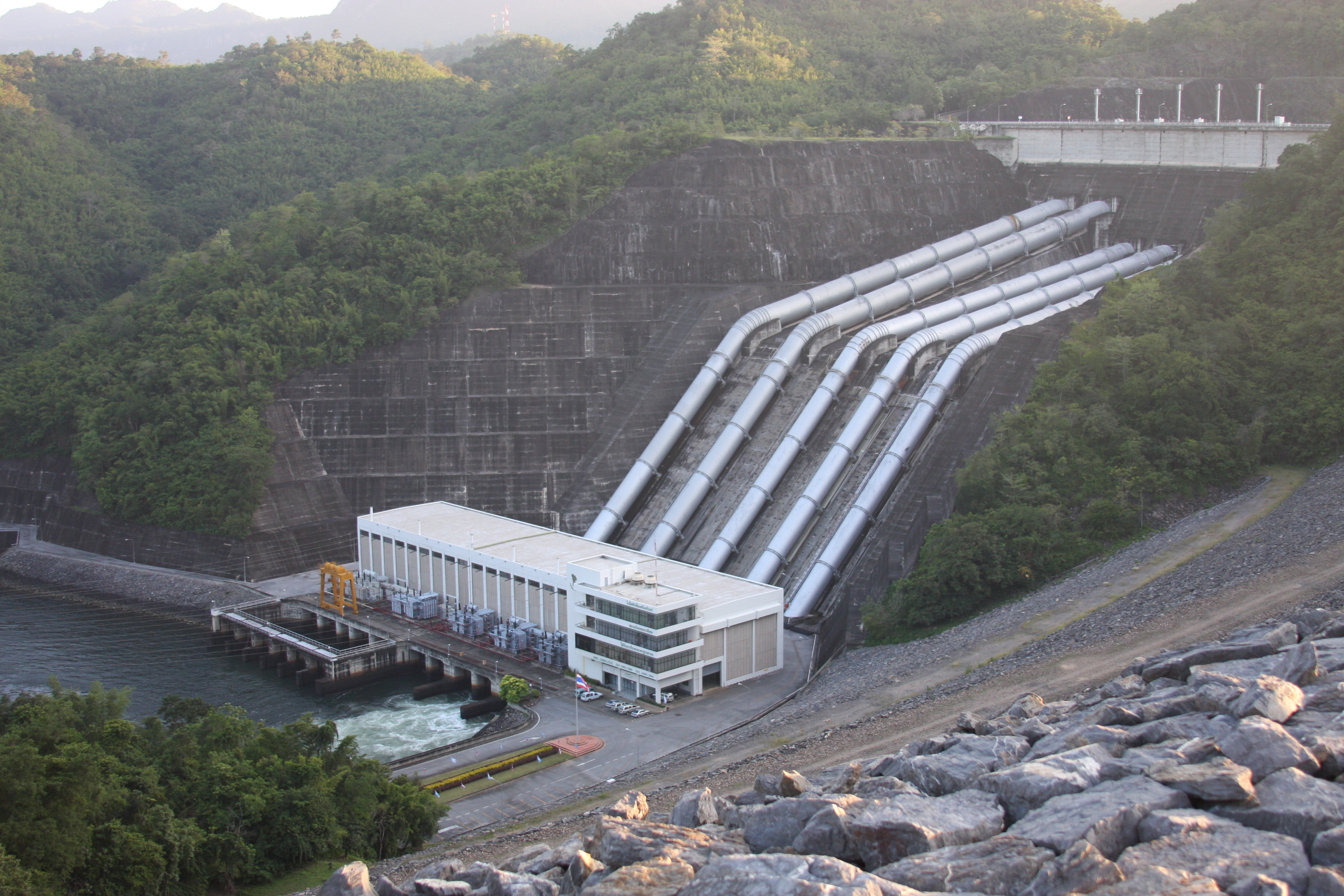
シーナカリンダム（タイ） 高さ 140 m
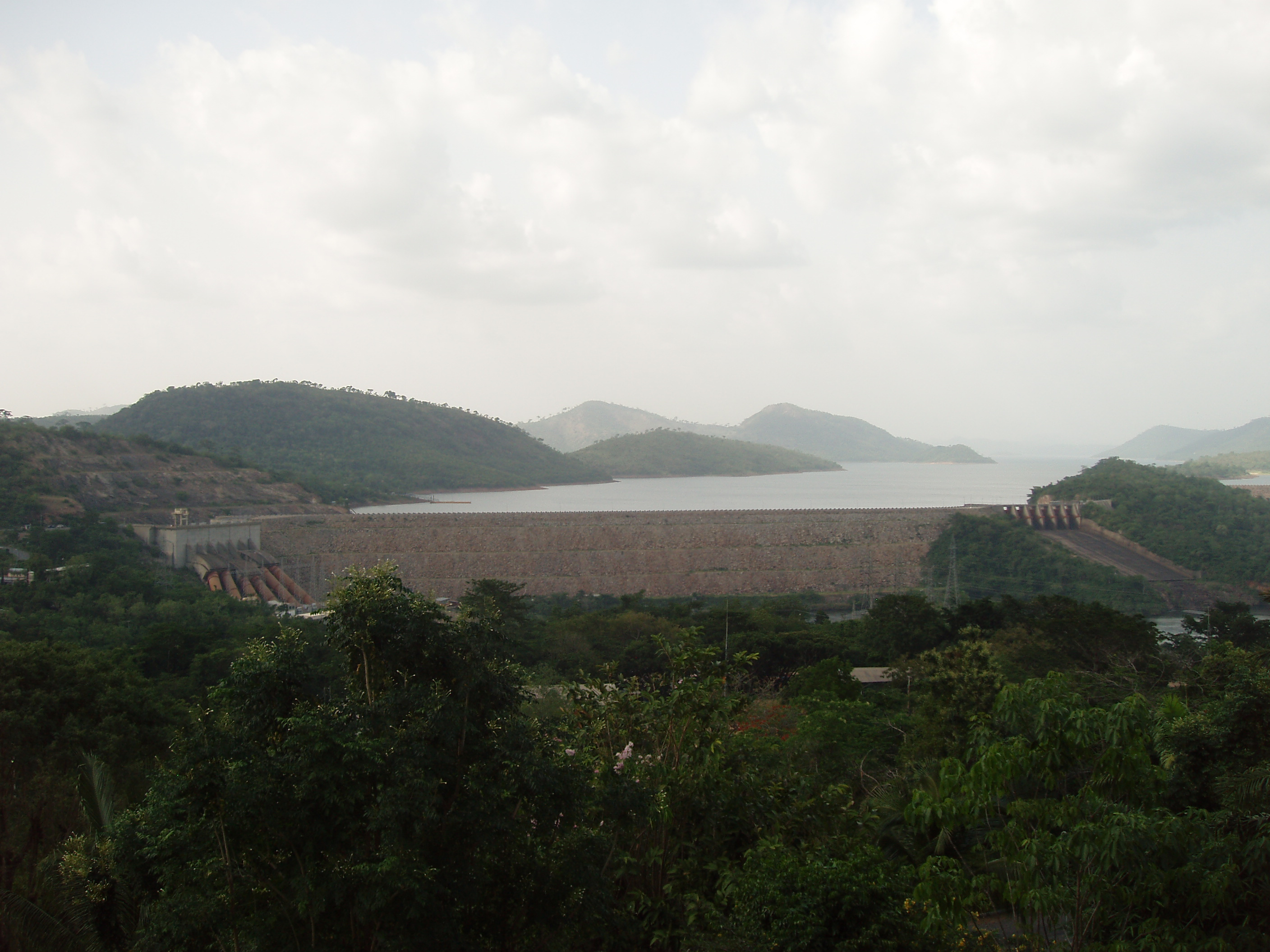
アコソンボダム（ガーナ） 高さ 134 m

## 日本のロックフィルダム
日本にあるロックフィルダムについては日本のロックフィルダム一覧を参照

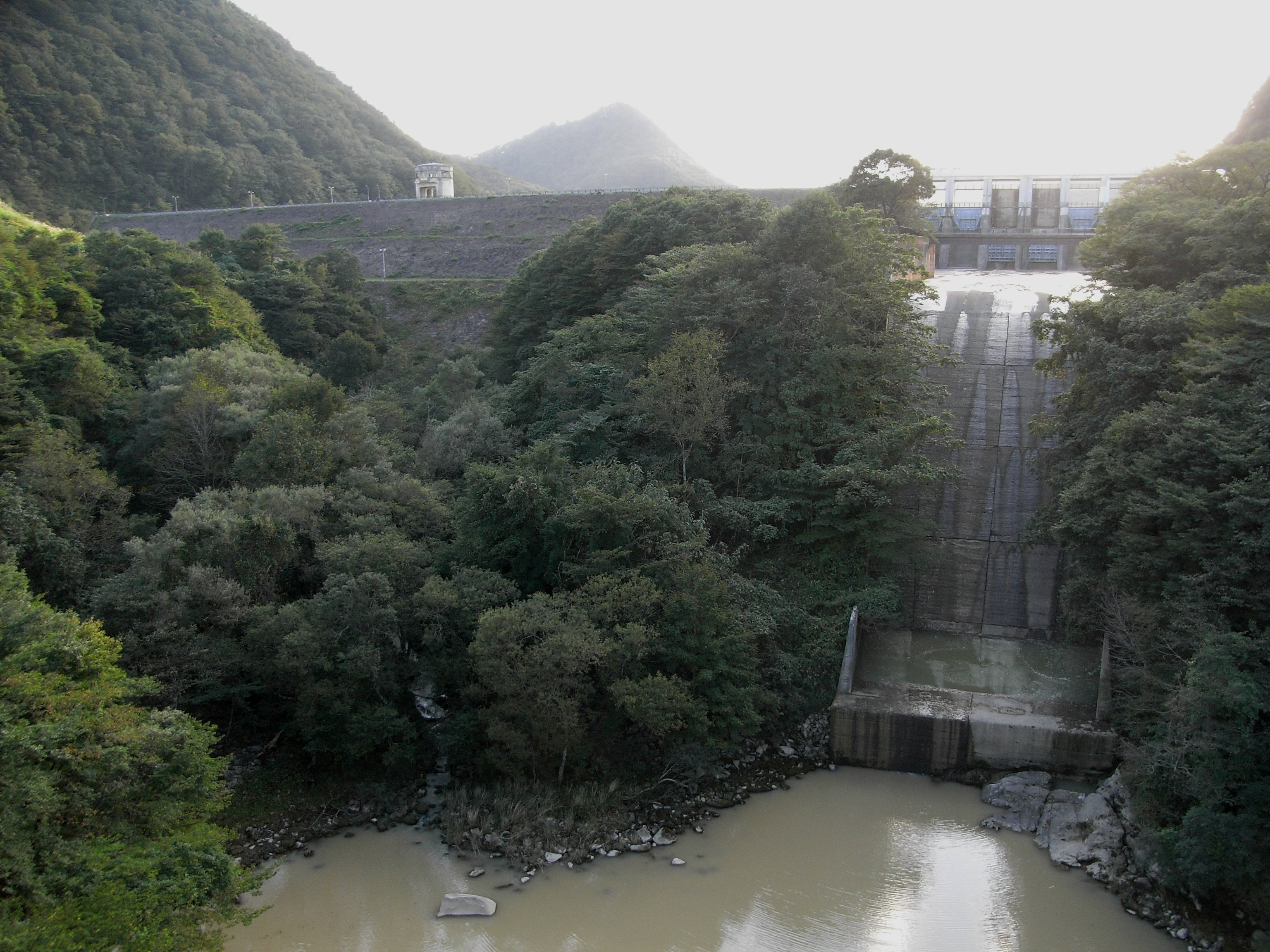
日本で最初に施工されたロックフィルダムである石淵ダム（胆沢川）

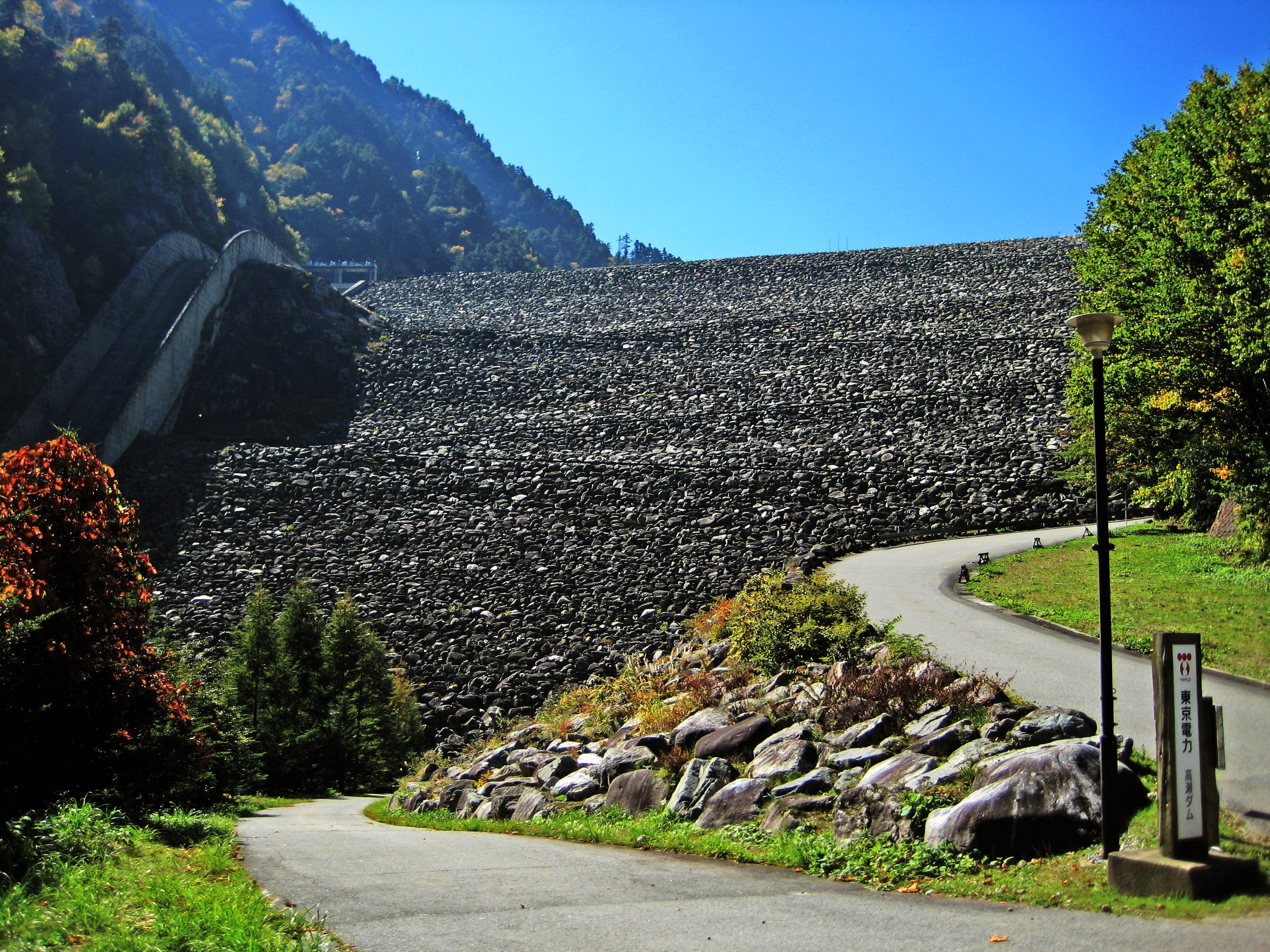
日本で最も堤高が高い高瀬ダム（高瀬川）

日本では戦後に入って本格的なダム建設が進められた。1947年（昭和22年）の石淵ダム（岩手県・胆沢川）の建設着手が日本におけるロックフィルダム建設の黎明であり、小渕ダム（岐阜県・久々利川）の完成で建設の歴史が始まった。だが当初は洪水処理・設計理論など技術的に安全性（特に地震）への懸念が払拭されていなかったこと、大量の岩石を採取・運搬するノウハウがなかったことなどからあまり高いダムは建設されていなかった。しかし、技術的な進歩やコンクリートダムの建設地点が減少したことなどから1970年代以降盛んに建設されるようになり、日本の全ダムで二番目に高い高瀬ダム（176.0 m 、高瀬川・長野県）のような大ダムが数多く建設された。ダム本体の体積においては、上位3ダム全てがロックフィルダムである。現在でも多くの地点で建設が進められている。
| 順位     | 所在地 | 水系   | 河川     | ダム         | 堤高  | 総貯水容量 | 管理者                     | 完成年             |
|          |        |        |          |              | (m)   | (千m3)     |                            |                    |
| -------- | ------ | ------ | -------- | ------------ | ----- | ---------- | -------------------------- | ------------------ |
| 1        | 長野県 | 信濃川 | 高瀬川   | 高瀬ダム     | 176.0 | 76,200     | 東京電力                   | 1979               |
| 2        | 岐阜県 | 木曽川 | 揖斐川   | 徳山ダム     | 161.0 | 660,000    | 水資源機構                 | 2008               |
| 3        | 群馬県 | 利根川 | 楢俣川   | 奈良俣ダム   | 158.0 | 90,000     | 水資源機構                 | 1991               |
| 4        | 石川県 | 手取川 | 手取川   | 手取川ダム   | 153.0 | 231,000    | 国土交通省 電源開発 石川県 | 1979               |
| 5        | 長野県 | 木曽川 | 木曽川   | 味噌川ダム   | 140.0 | 61,000     | 水資源機構                 | 1996               |
| 6        | 福岡県 | 筑後川 | 小石原川 | 小石原川ダム | 139.0 | 40,000     | 水資源機構                 | 建設中（2020予定） |
| 7        | 長野県 | 信濃川 | 南相木川 | 南相木ダム   | 136.0 | 19,170     | 東京電力                   | 2005               |
| 8        | 岩手県 | 北上川 | 胆沢川   | 胆沢ダム     | 132.0 | 143,000    | 国土交通省                 | 2013               |
| 9        | 岐阜県 | 庄川   | 庄川     | 御母衣ダム   | 131.0 | 370,000    | 電源開発                   | 1961               |
| （参考） | 滋賀県 | 淀川   | 高時川   | 丹生ダム     | 145.0 | 150,000    | 水資源機構                 | 建設中止           |

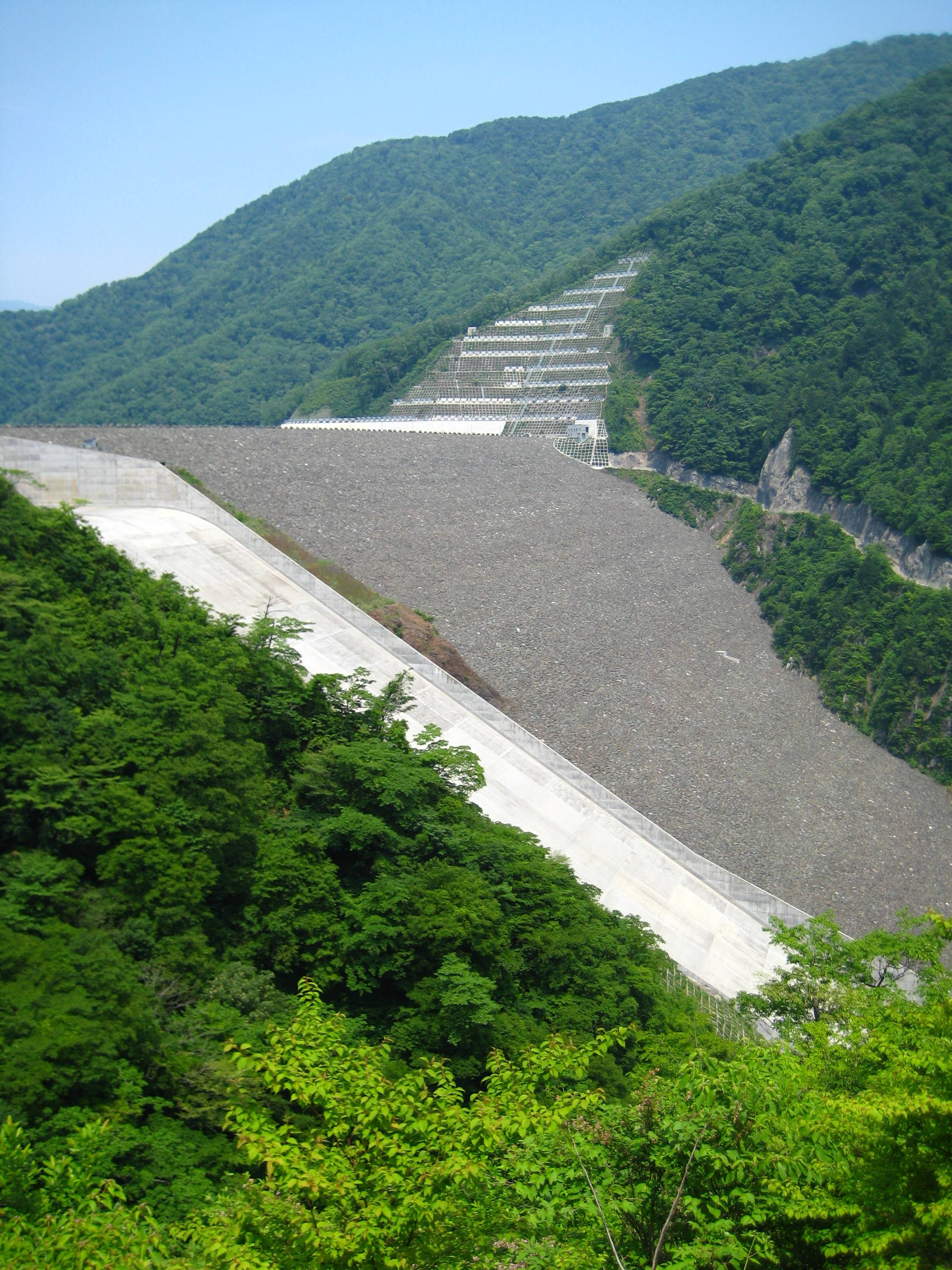
徳山ダム（揖斐川） 高さ 161 m
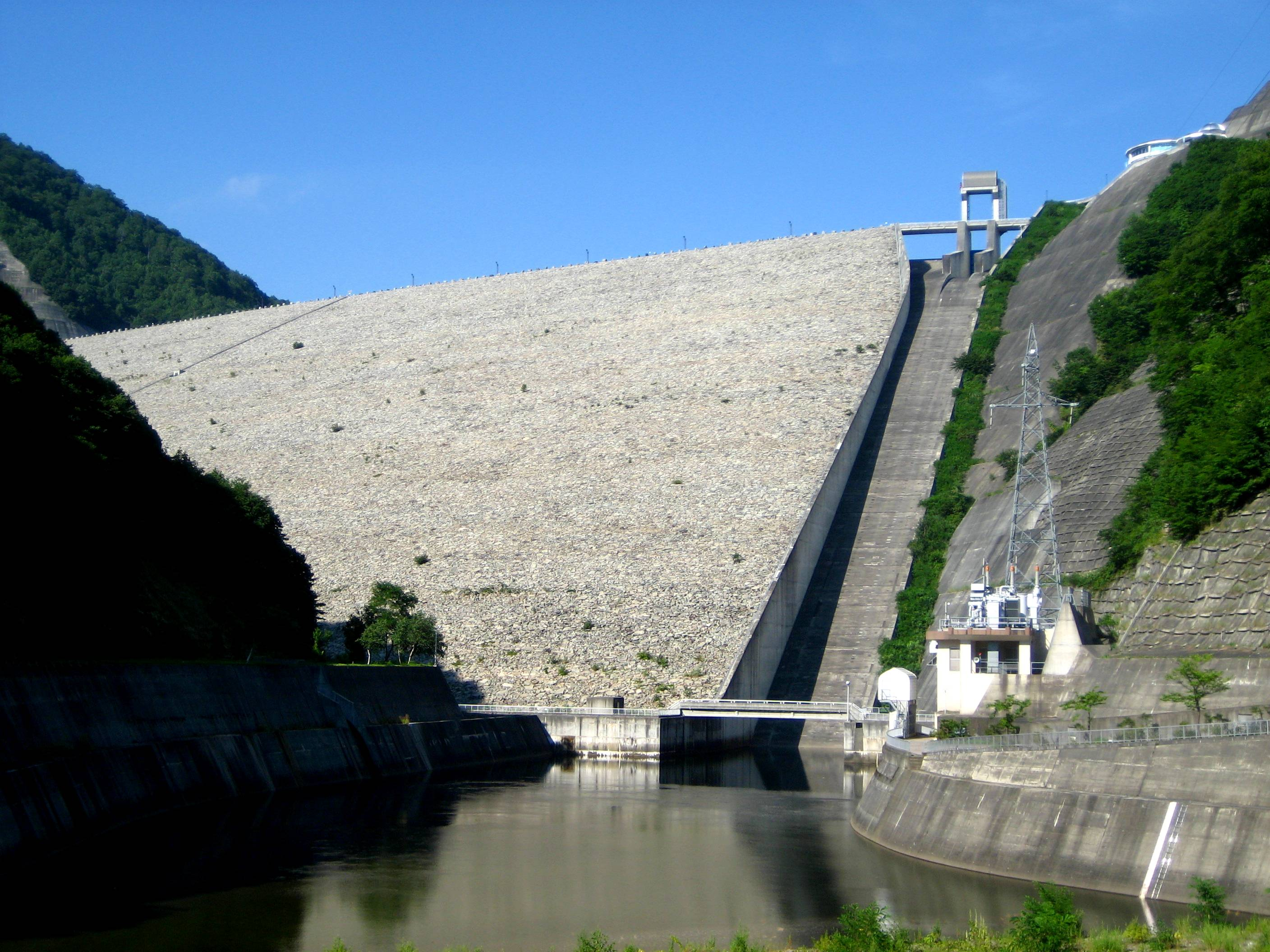
奈良俣ダム（楢俣川） 高さ 158 m
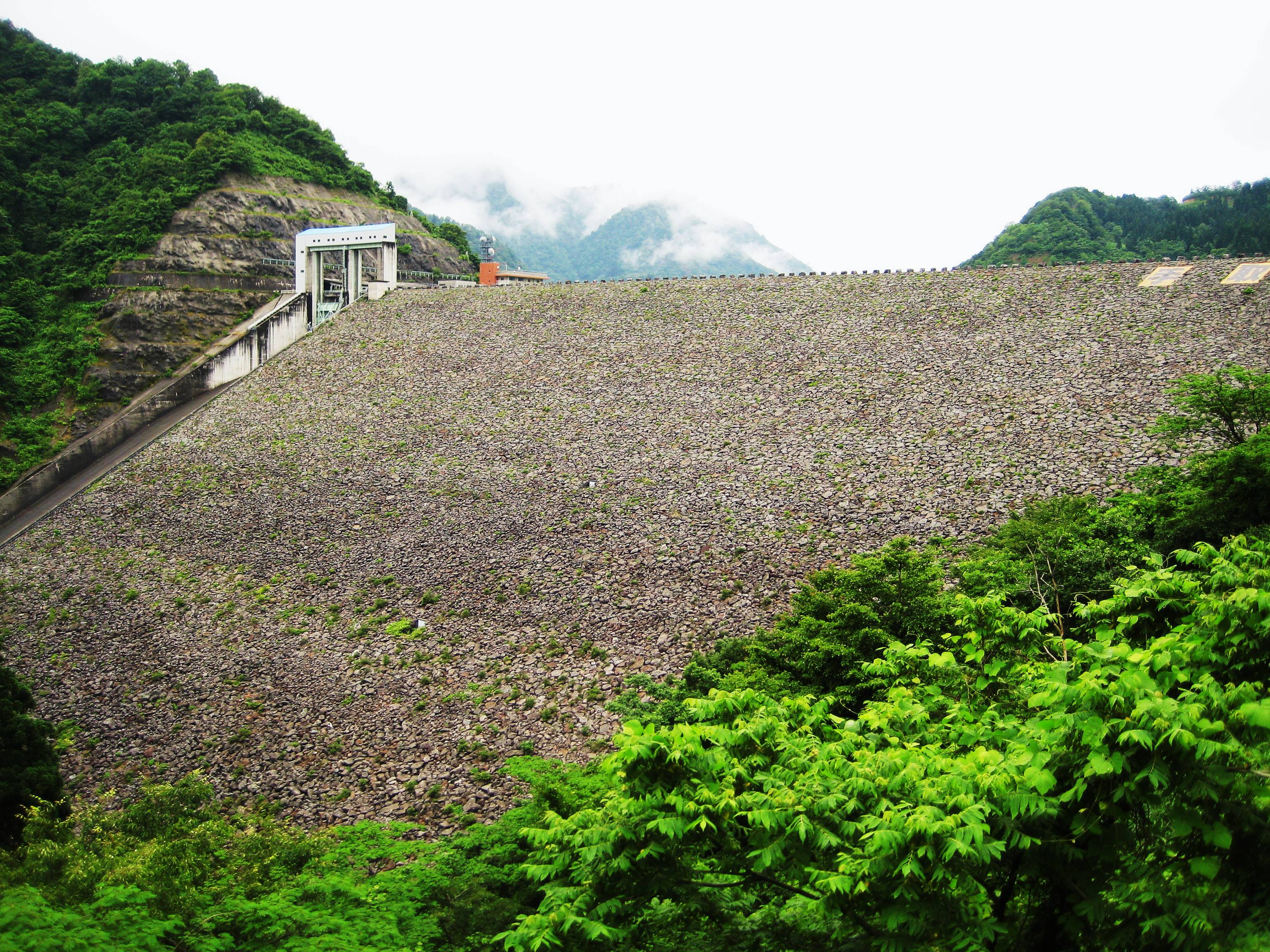
手取川ダム（手取川） 高さ 153 m
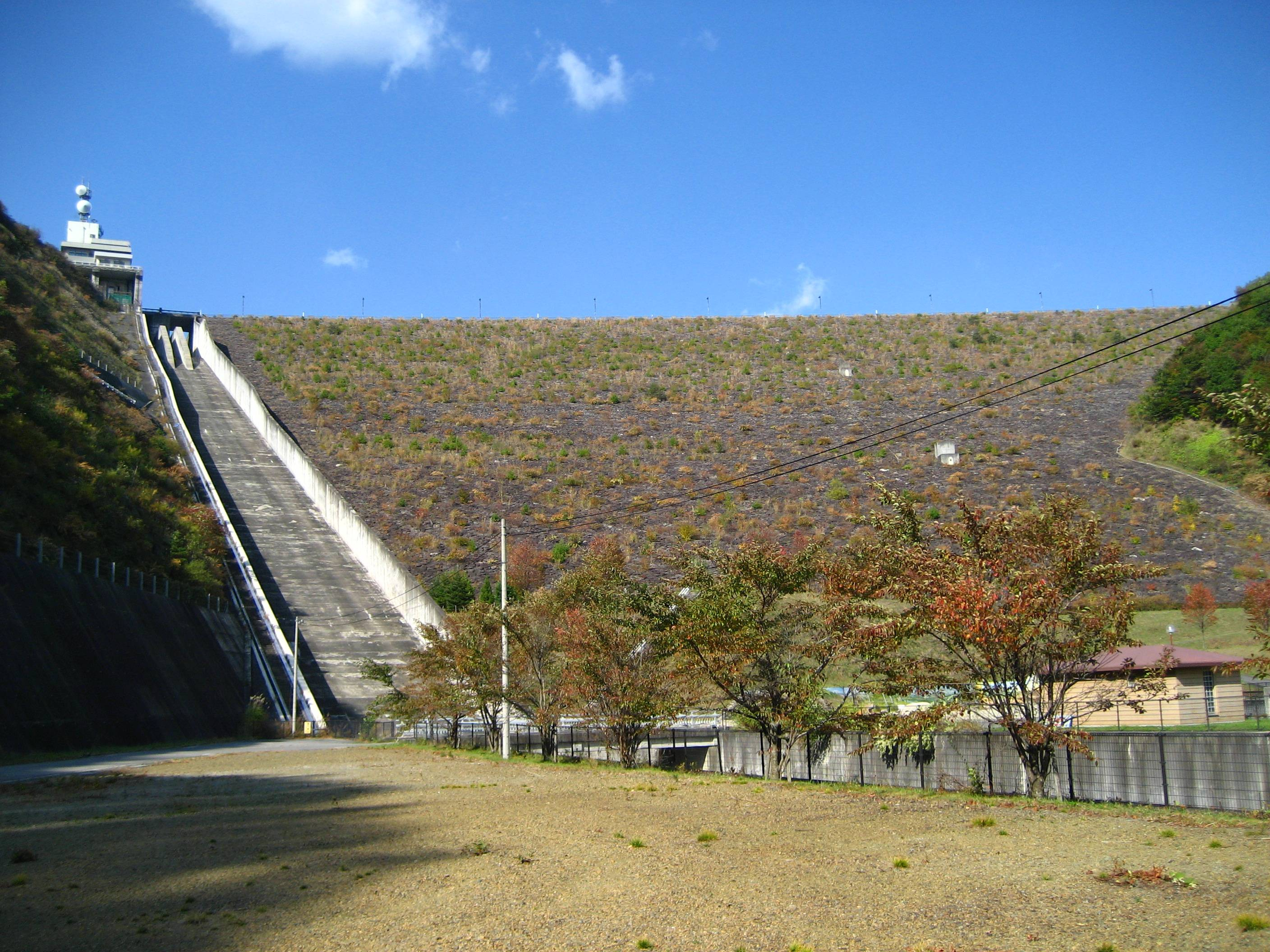
味噌川ダム（木曽川） 高さ 140 m
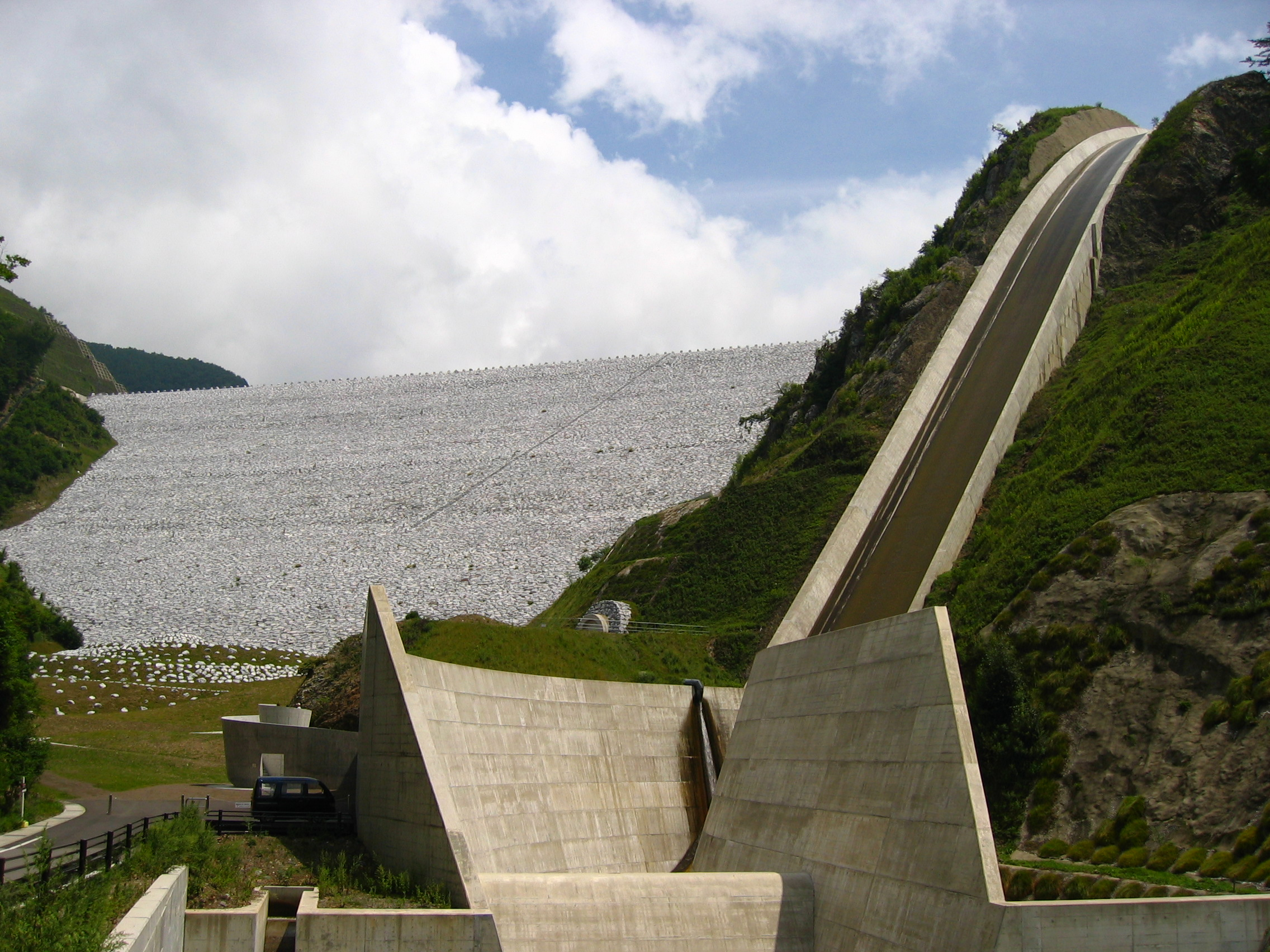
南相木ダム（南相木川） 高さ 136 m
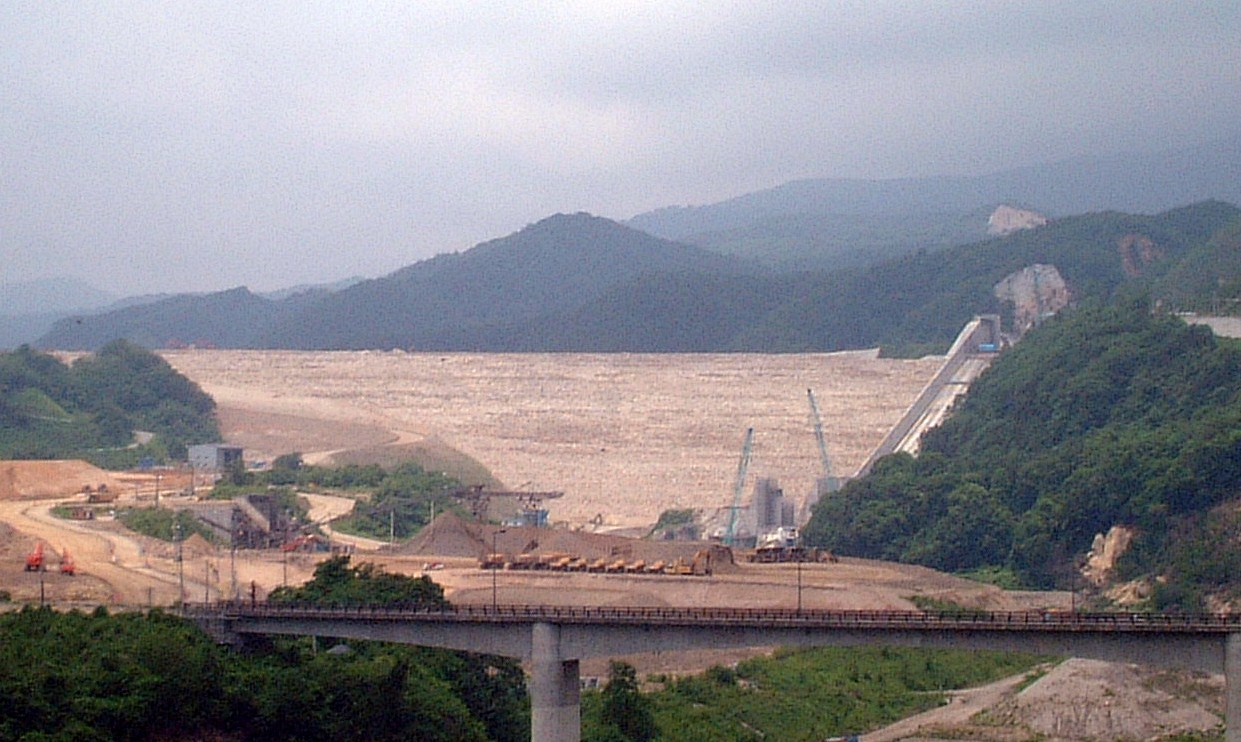
胆沢ダム（胆沢川） 高さ 132 m
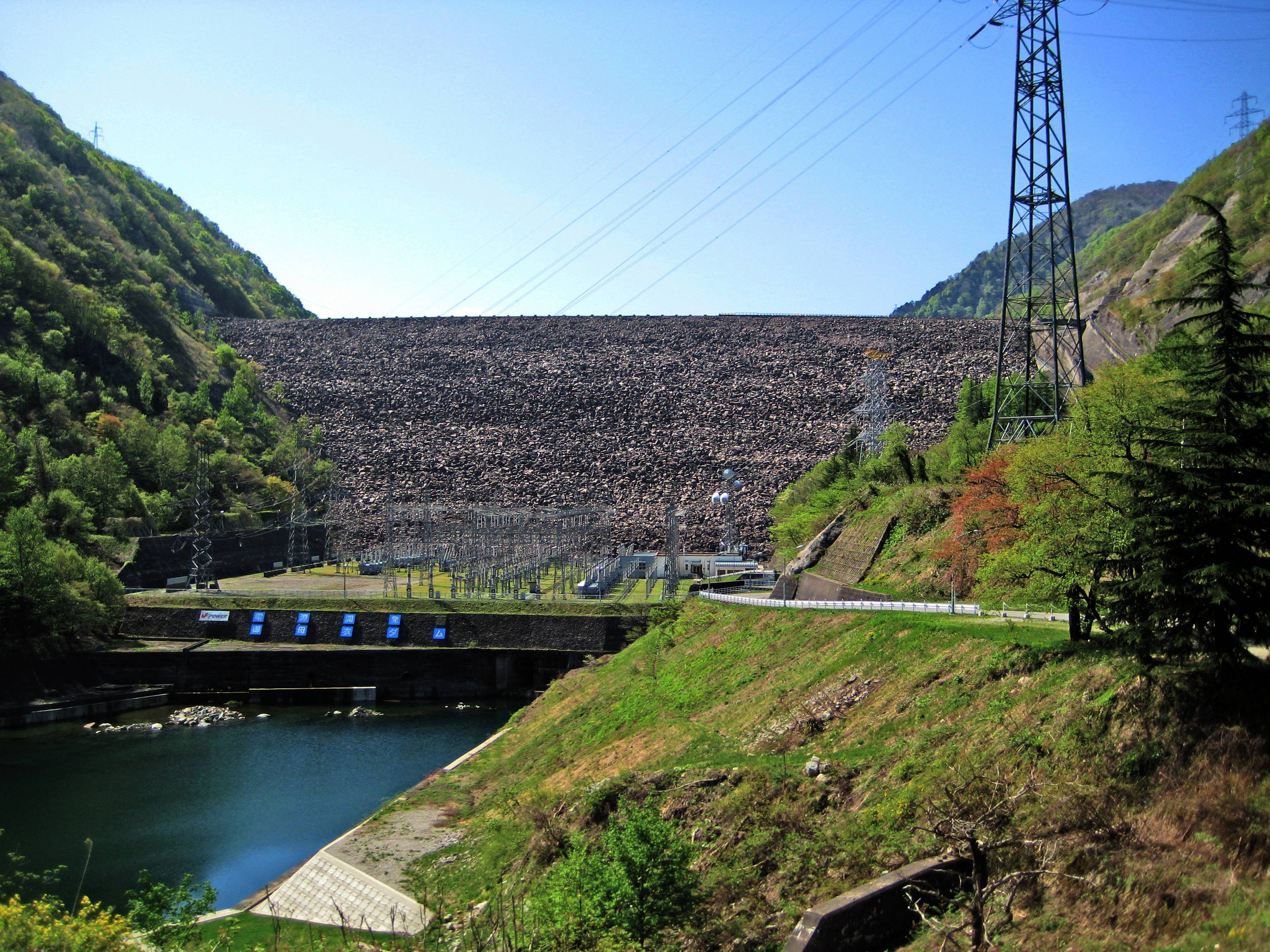
御母衣ダム（庄川） 高さ 131 m
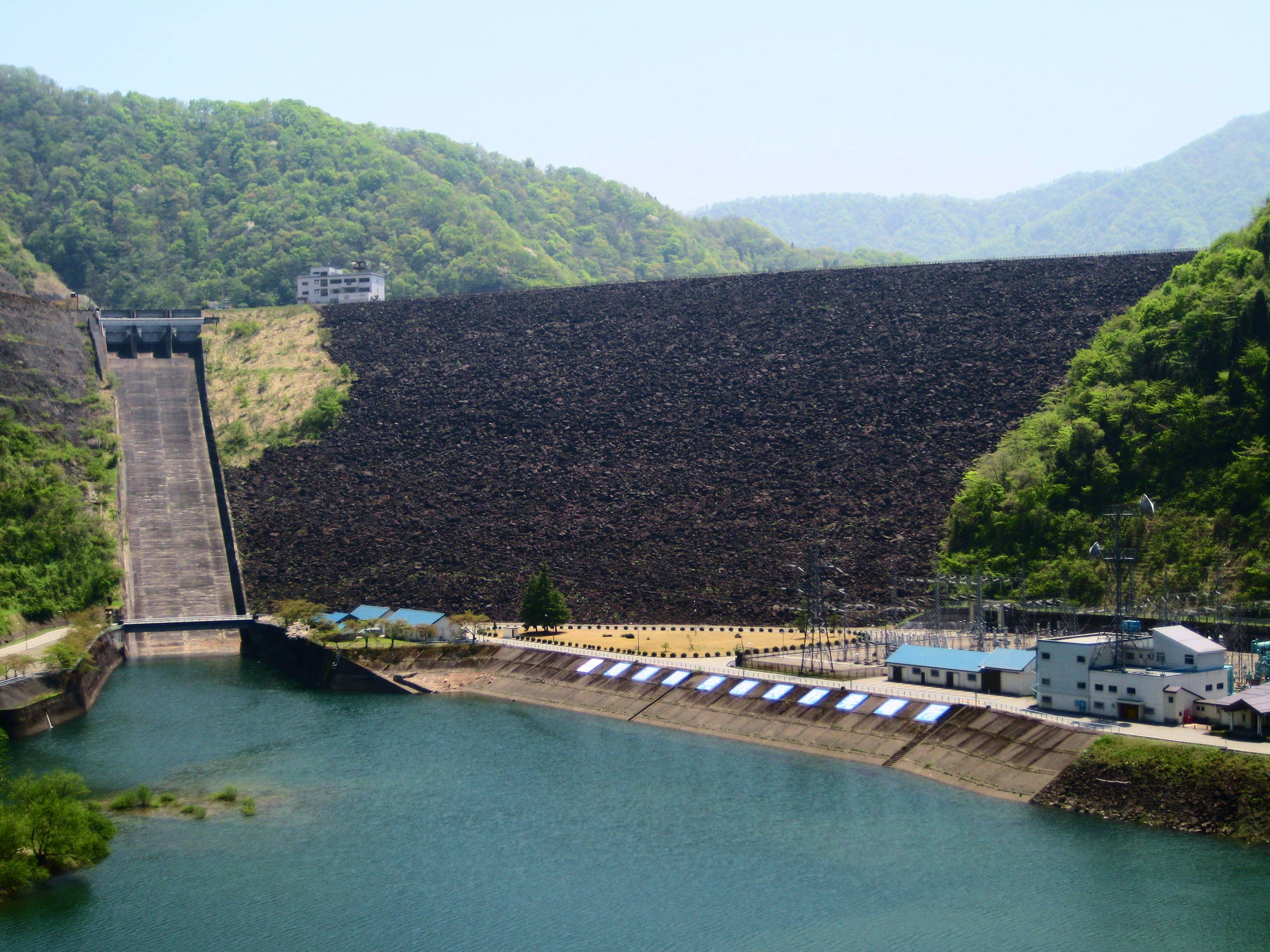
九頭竜ダム（九頭竜川） 高さ 128 m
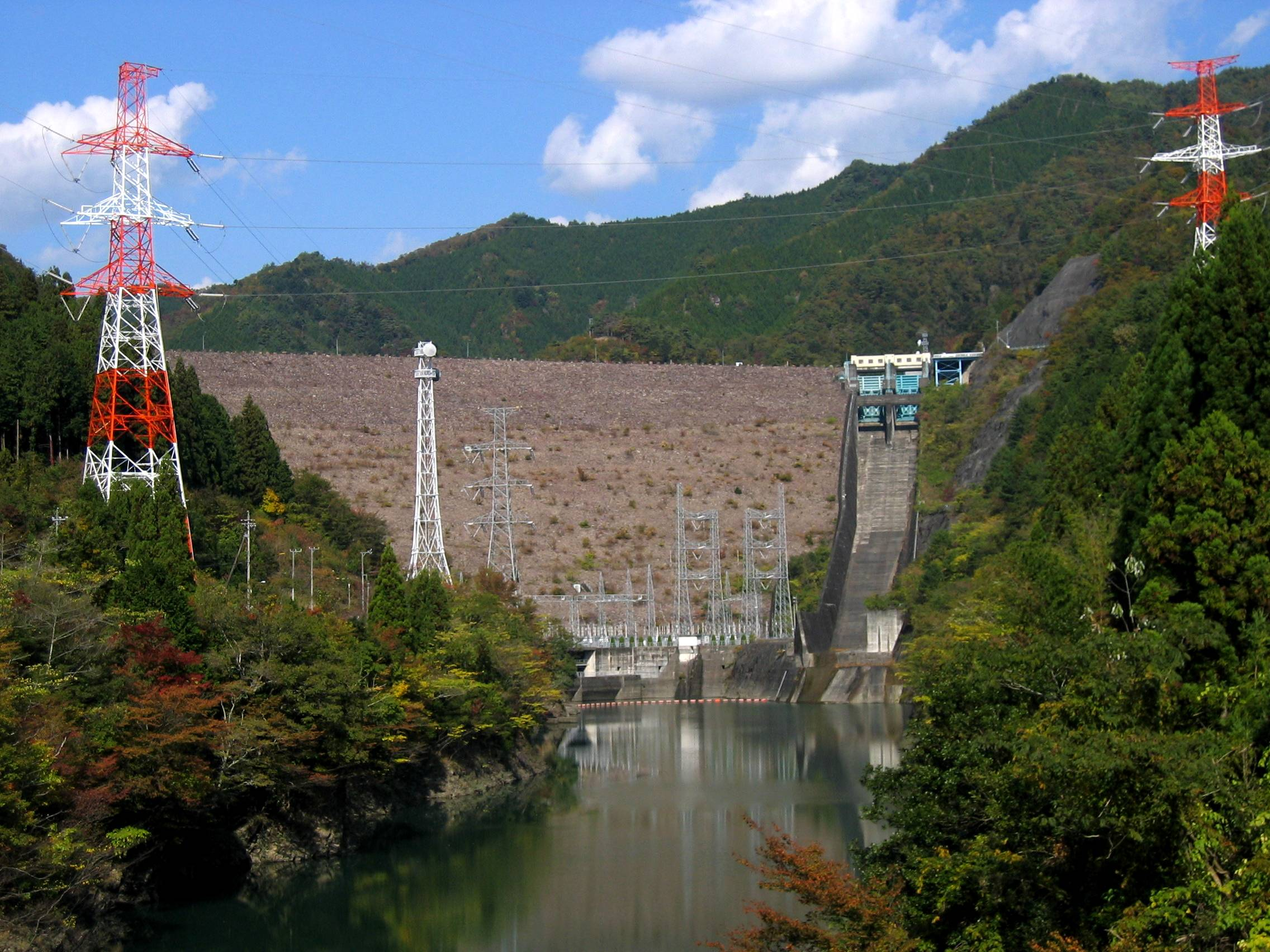
岩屋ダム（馬瀬川） 高さ 127.5 m
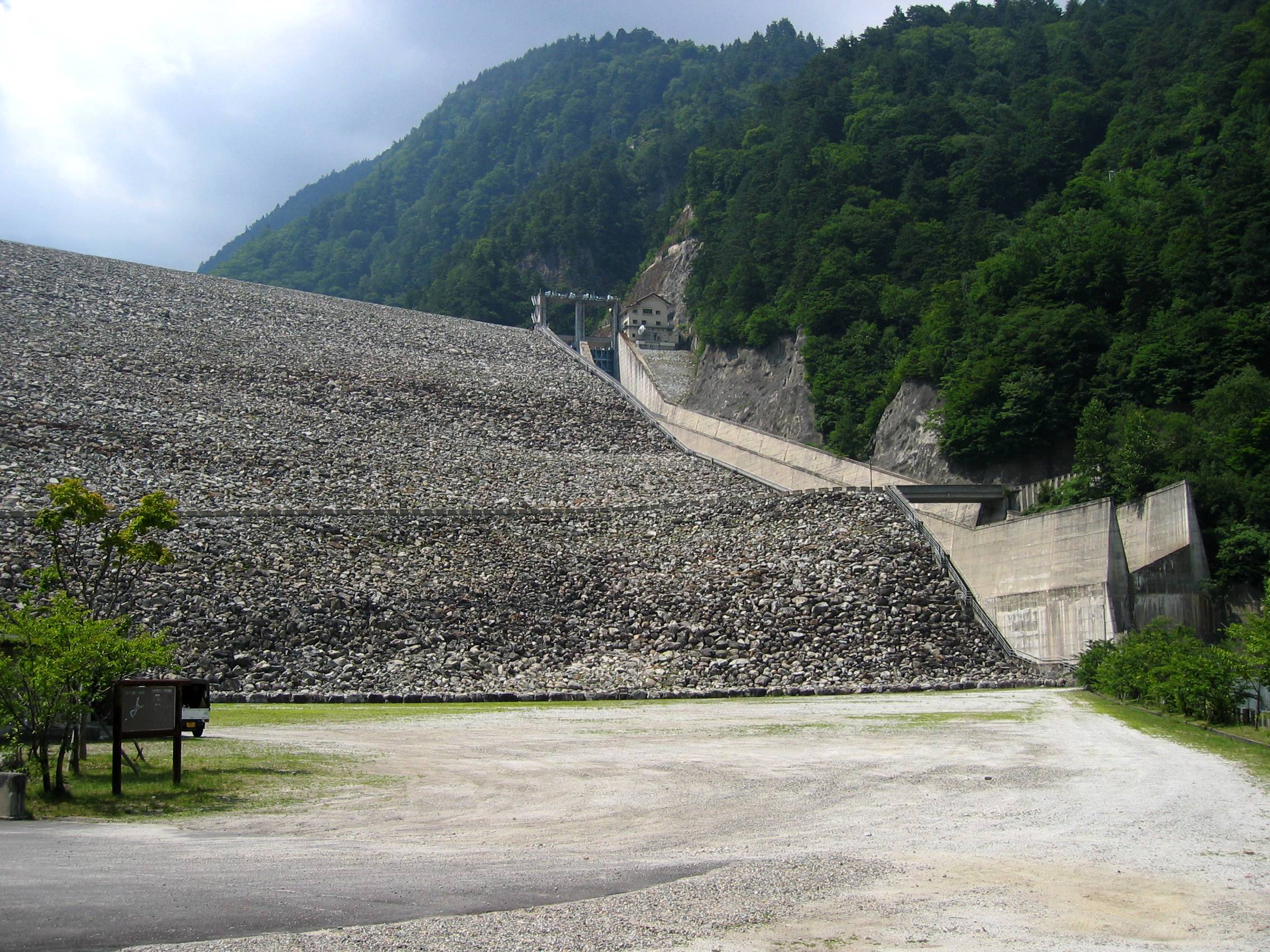
七倉ダム（高瀬川） 高さ 125 m
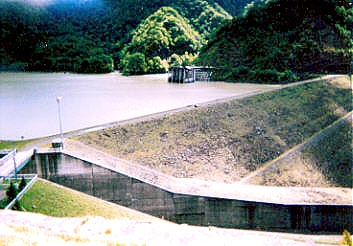
高見ダム（静内川） 高さ 120 m
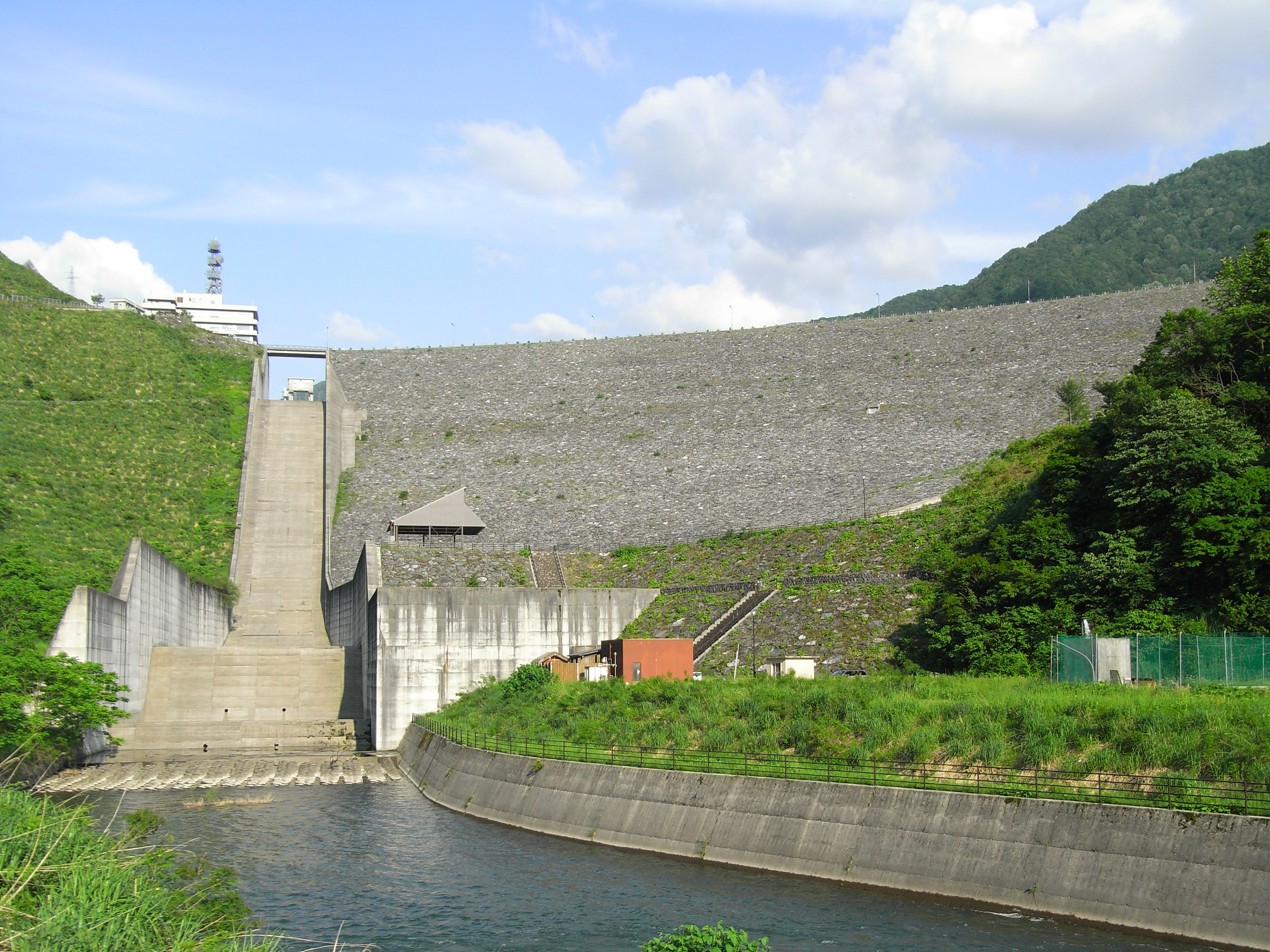
三国川ダム（三国川） 高さ 119.5 m
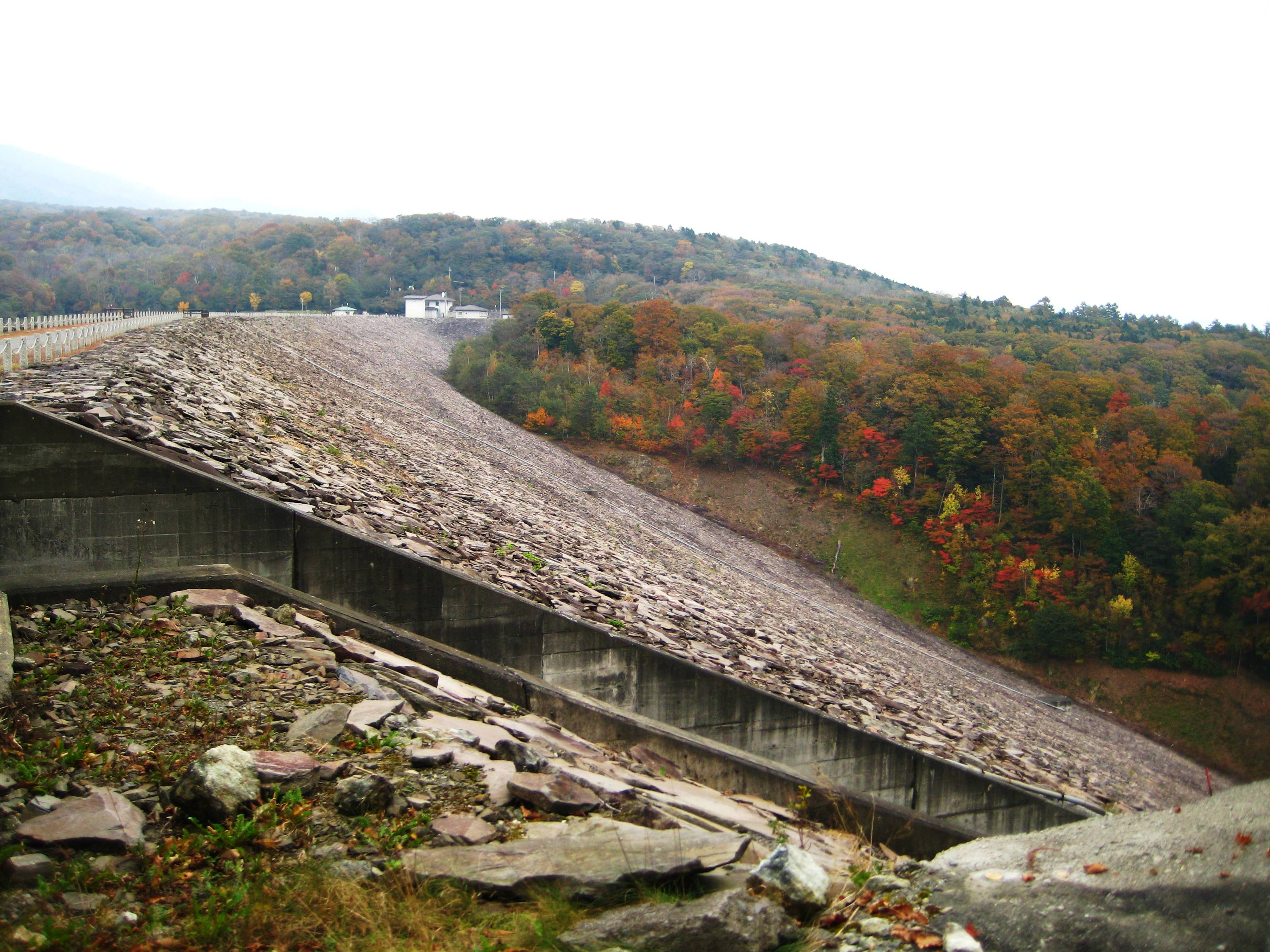
玉原ダム（発知川） 高さ 116 m
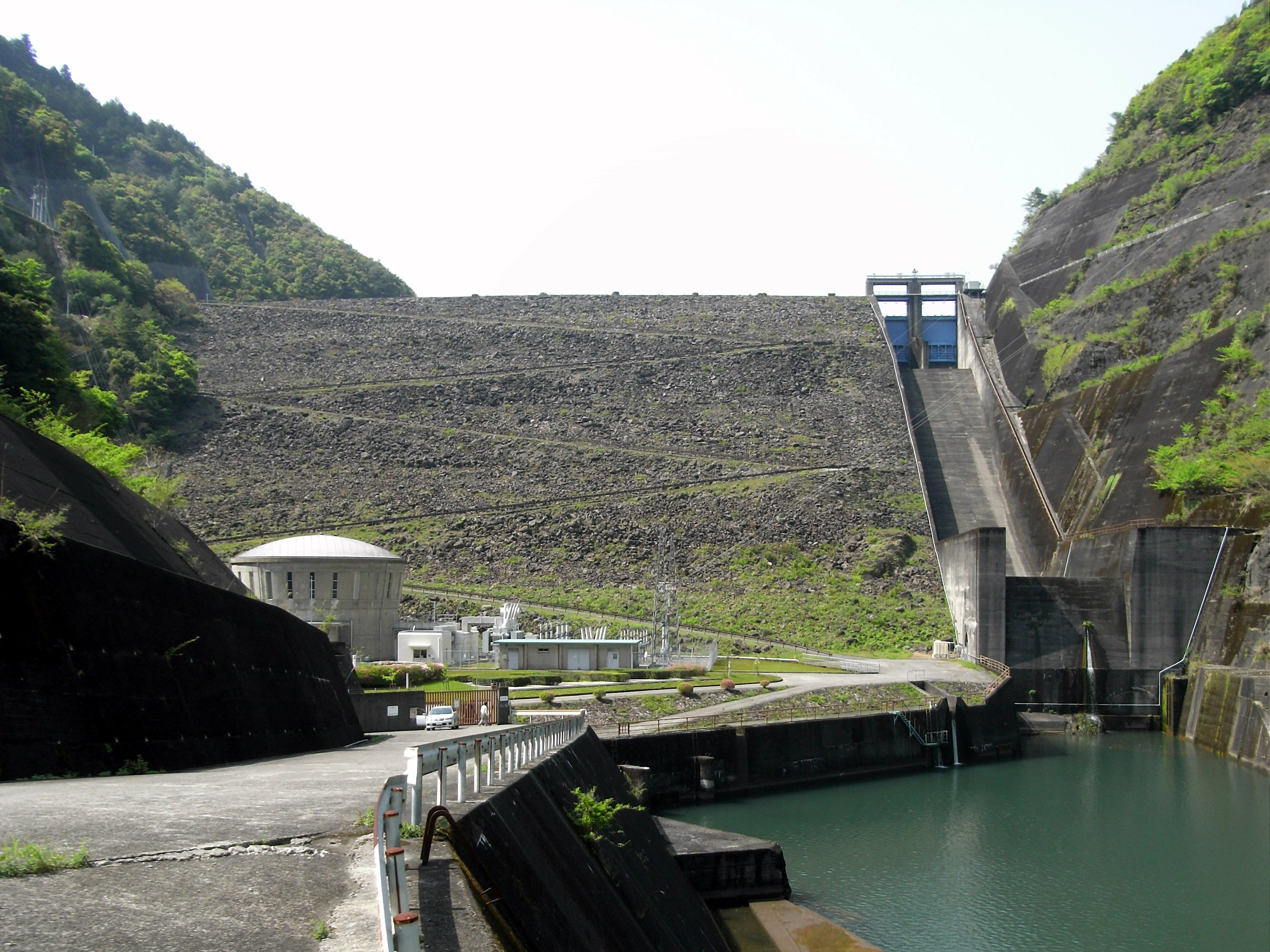
魚梁瀬ダム（奈半利川） 高さ 115 m
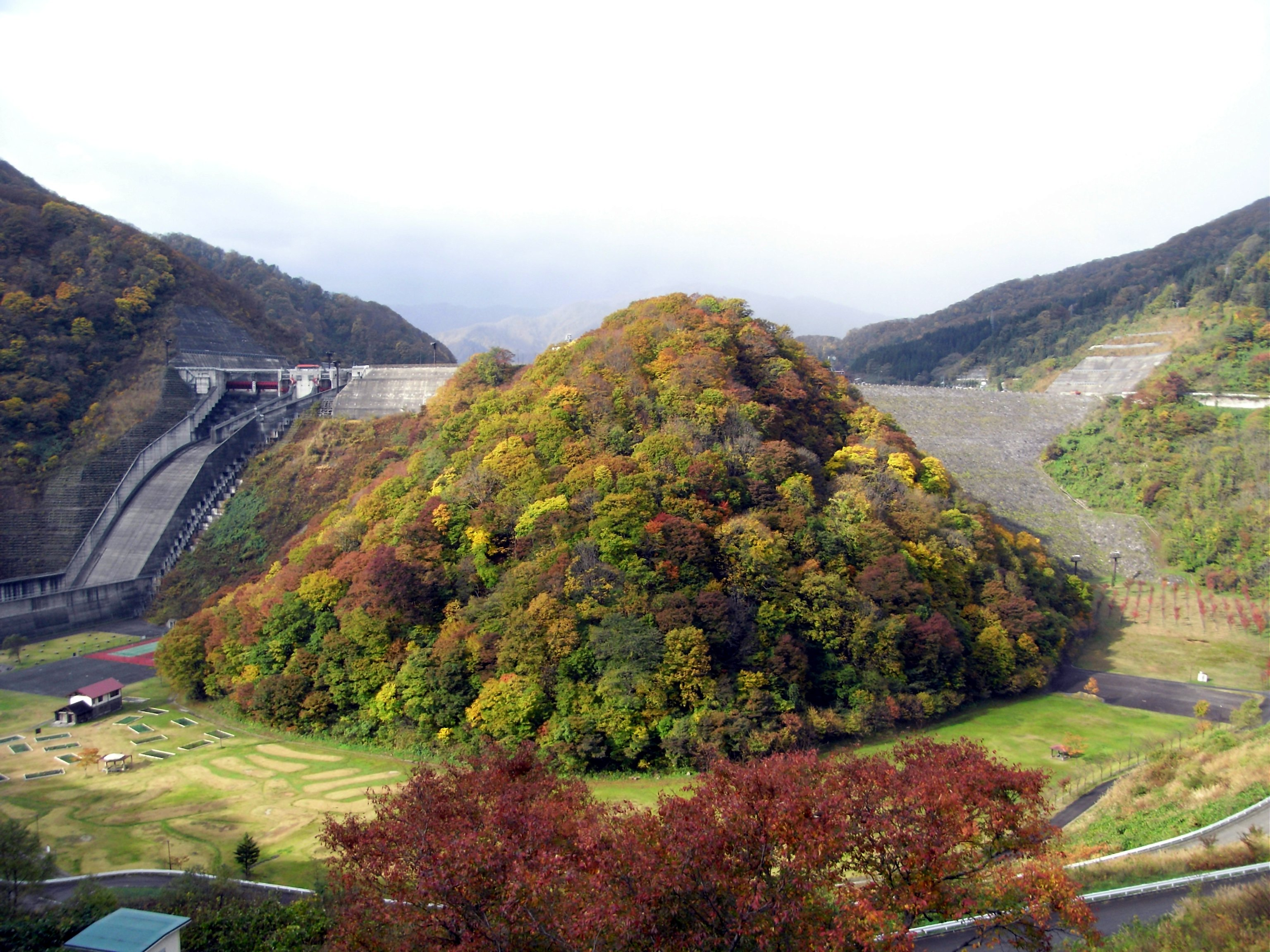
寒河江ダム（寒河江川） 高さ 112 m

## 分類

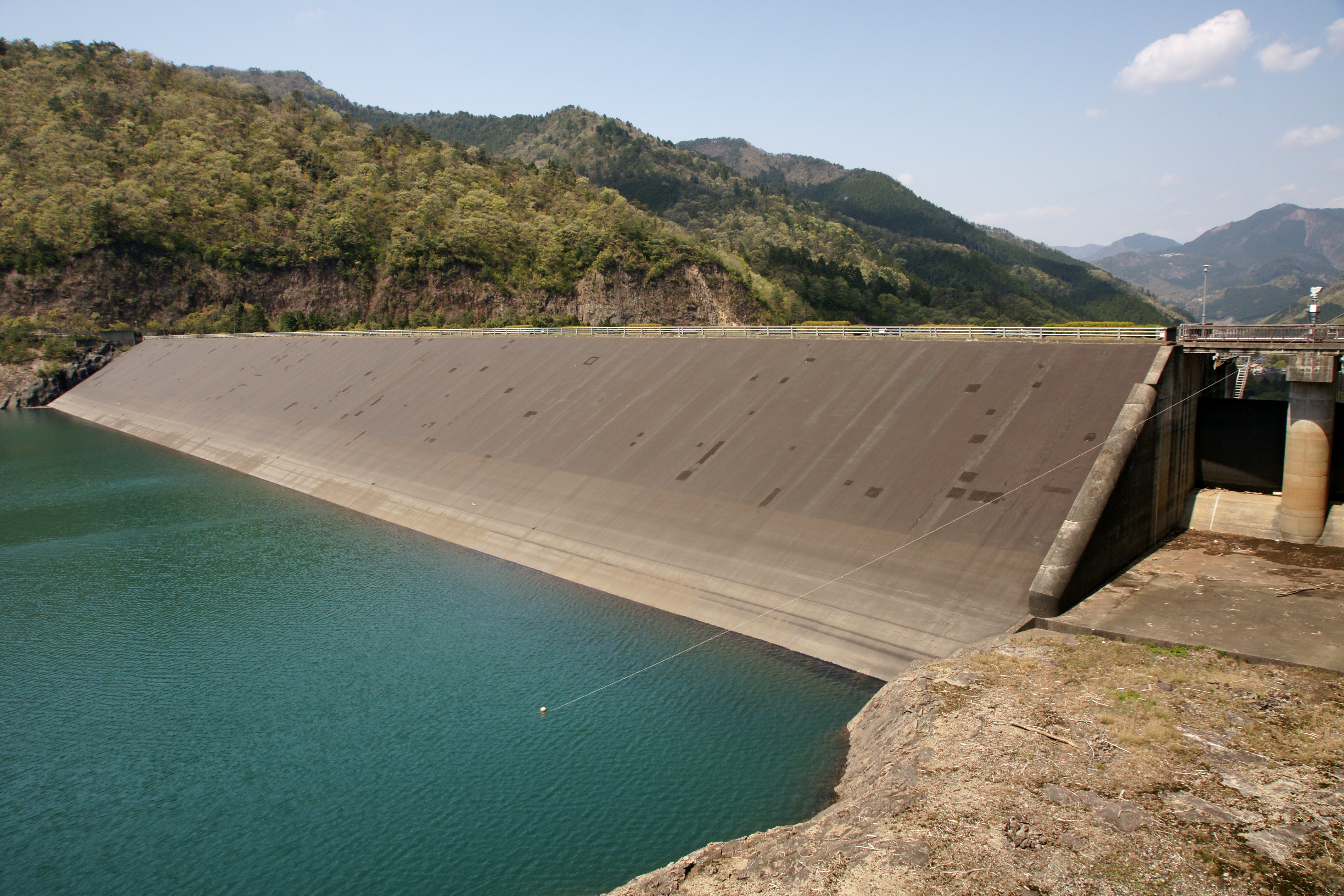
アスファルトフェイシングフィルダム（多々良木ダム）

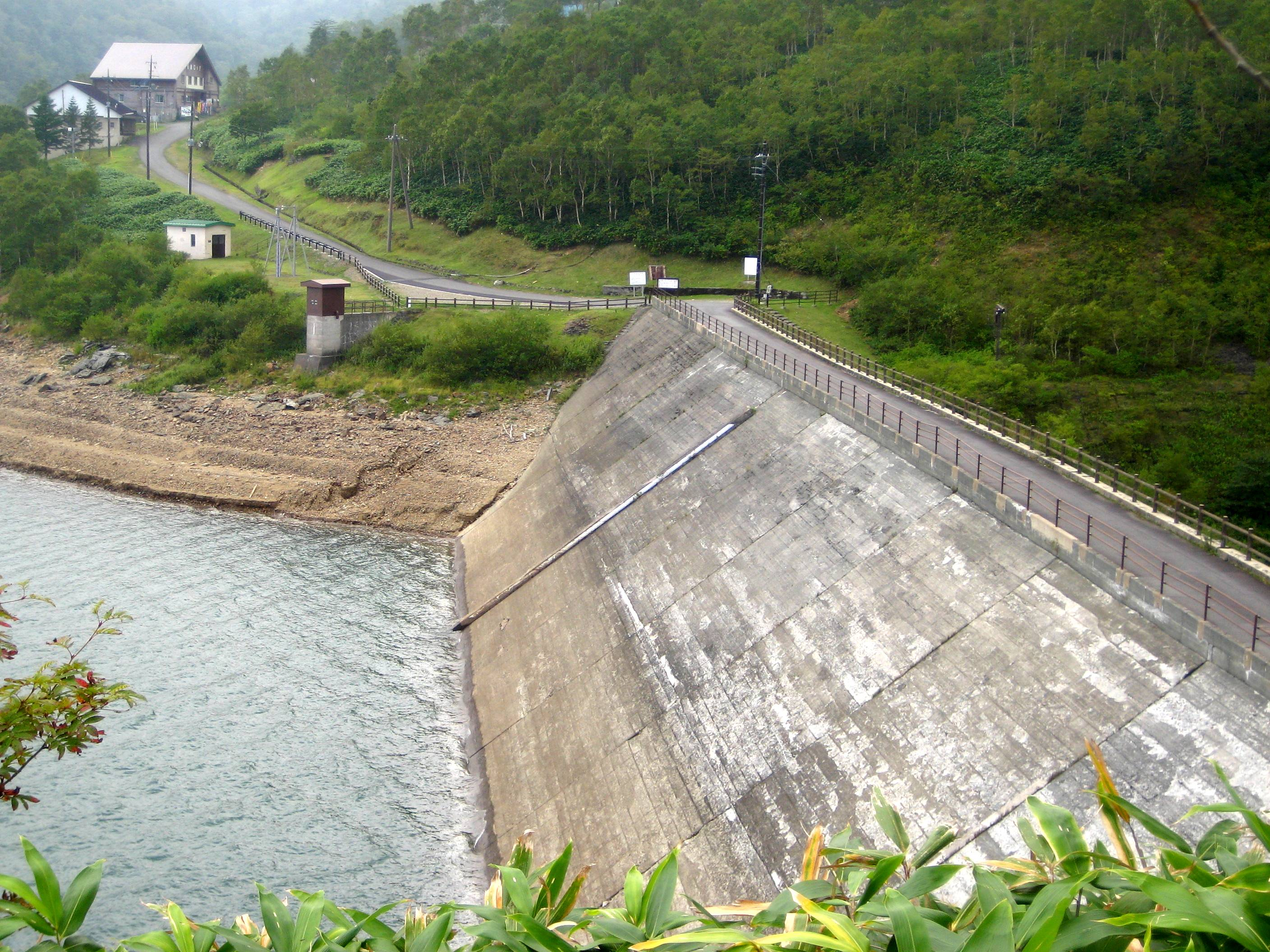
コンクリートフェイシングフィルダム（野反ダム）

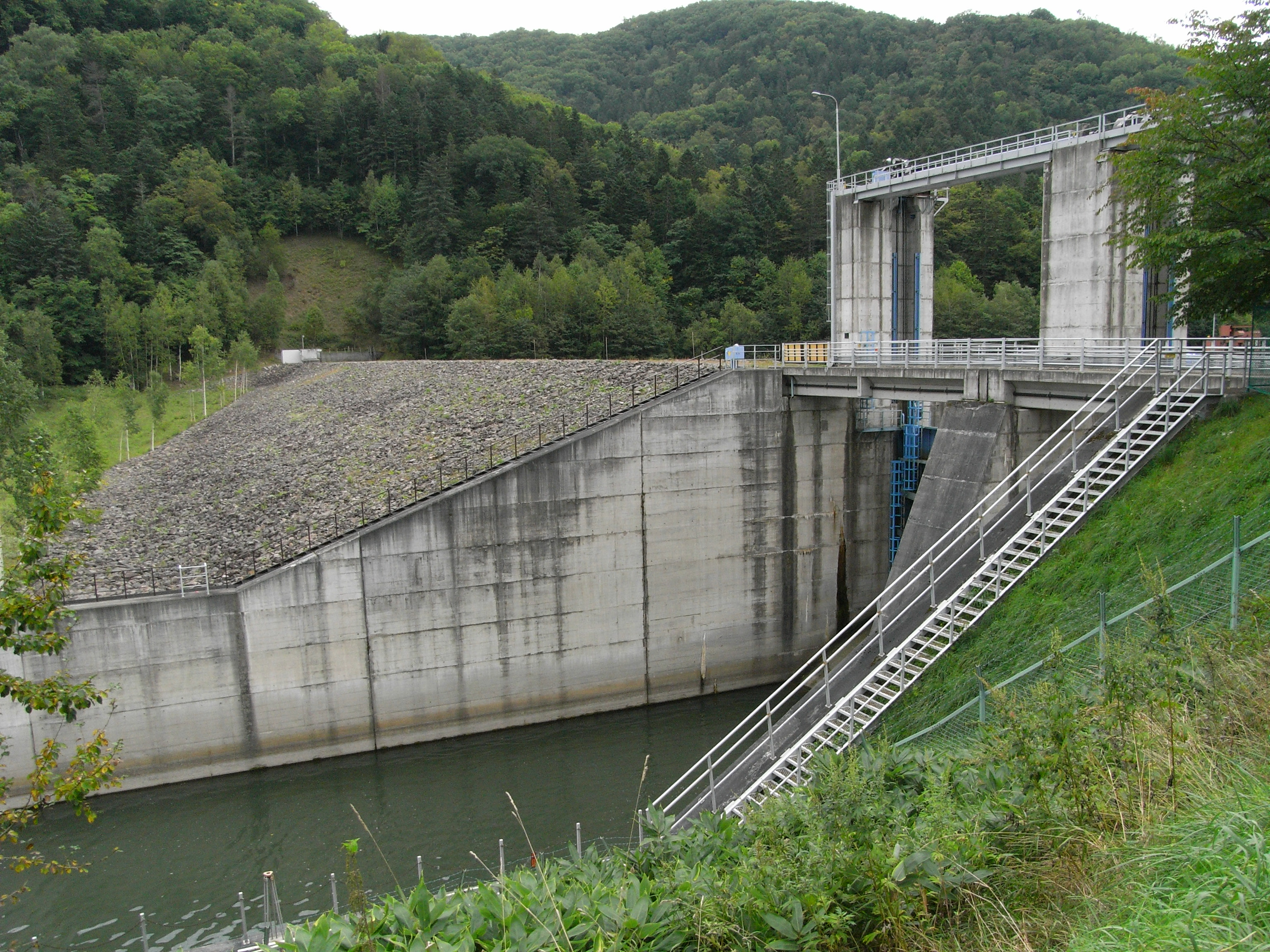
コンクリートコアフィルダム（武利ダム）

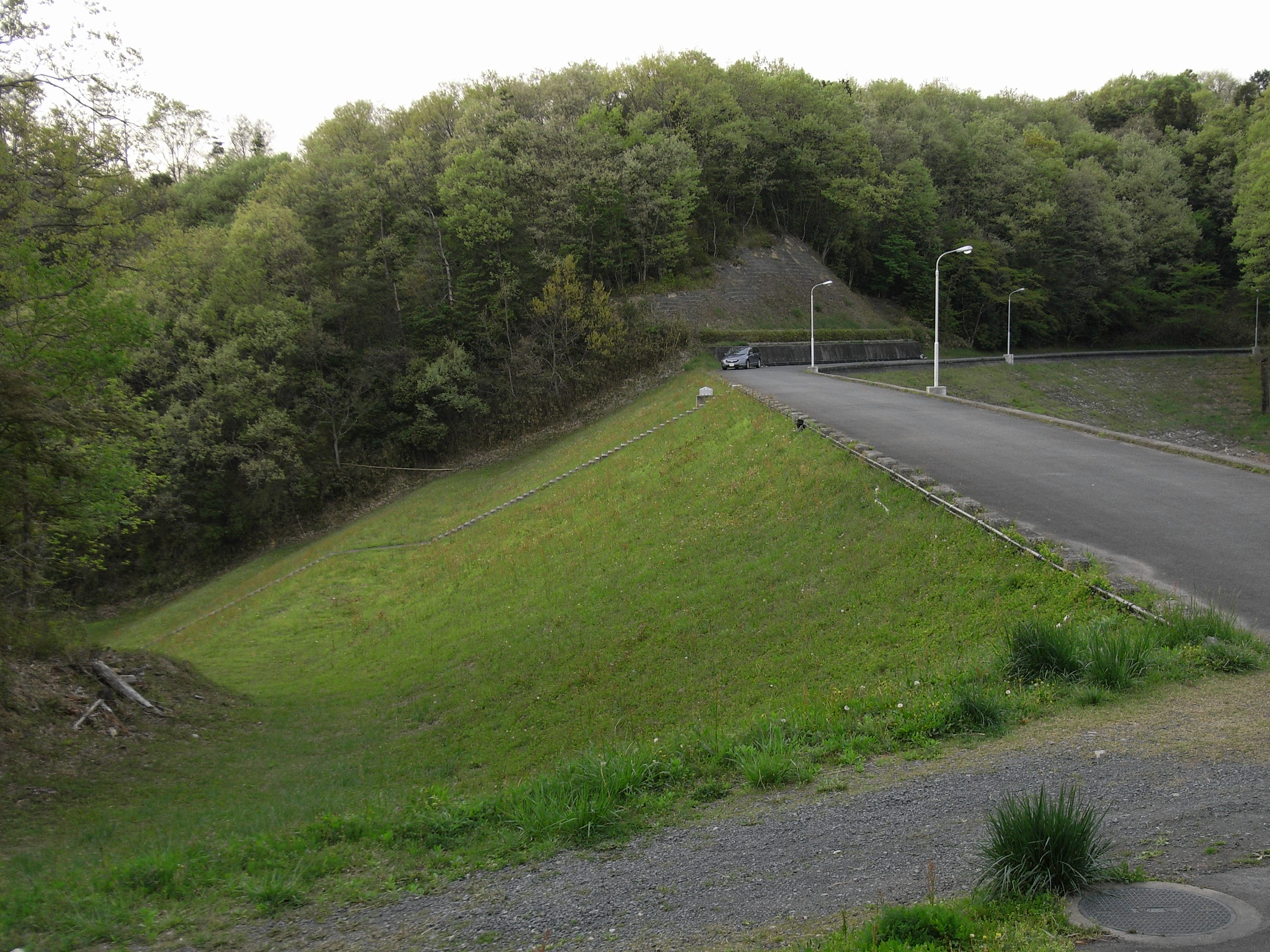
グラベルフィルダム（日野川ダム）

ロックフィルダムには、以下の亜型がある。ただし、この分類は主に日本国内で呼称されているものである。

### 土質遮水壁型ロックフィルダム
ロックフィルダムの基本形とも言える型式。世界的に見てもロックフィルダムの大多数はこの型式で施工されている。主に粘土質で形成されるコア材の位置によって更に分類される。一つはコア部が基礎岩盤より垂直に建設されている型式で、中央土質遮水壁型ロックフィルダム（またはセンターコア型フィルダム）と呼ばれる。ロックフィルダムの中では安定性に優れており、地震や降水量の多い日本のロックフィルダムの大部分はこの方式である。もう一つはコア部が基礎岩盤より斜めに建設されている型式で、傾斜土質遮水壁型ロックフィルダム（または傾斜コア型フィルダム）と呼ばれる。この場合コア材が表面を遮水する役割を果たし、後述するコンクリート・アスファルトフェイシングフィルダムに似通った構造となる。安定性を保つため下流部におけるフィルター材・ロック材の分量を多くしてコア材を支える。地形的理由などで選択されるケースが多いが、建設されたケースはあまり多くない。

### アスファルトフェイシングフィルダム
アスファルトフェイシングフィルダムは、厚く舗装したアスファルト（アスファルトコンクリート）で上流部表面を覆い、遮水する型式。アスファルト表面遮水壁型ロックフィルダムとも呼ばれる。
ロックフィルダムの一型式だが、ダム関連の書籍等では独立して記載されている。岩石を台形状に積み上げたダムの上流面に厚さ数十 cm にもなる緻密なアスファルト舗装を施し、これで水をせき止める。付近で良質の粘土質が満足に取れない場合などに用いられる型式である。近年の純揚水発電用ダムでよく用いられる型式である。
世界的にはほとんど施工例が無く、日本での施工が大半を占める。その中で八汐ダムがこの型式では世界一の堤高を誇る。山中に池を掘りアスファルトで舗装するタイプのダム（沼原ダム等）も多く、その場合は河道外に建設される場合がほとんどである。

### コンクリートフェイシングフィルダム
コンクリートフェイシングフィルダムは、岩石を台形状に積み上げたダムの上流面にコンクリート（セメントコンクリート）を打設し、これで水をせき止める。コンクリート表面遮水壁型ロックフィルダムとも呼ばれる。
ロックフィルダムの一型式だが、アスファルトフェイシングフィルダムと同様にダム関連の書籍などでは独立した型式として記載されている。ロックフィルダムとしては建設の歴史が古く1940年代後半 - 1950年代前半に集中しており、日本で最初に着手された石淵ダムや日本で最初に完成した小渕ダムはこの型式である。戦後の物資難でセメントが著しく不足していた時代、コンクリートダムから型式を切り替えて建設した経緯がある。
だが遮水壁の陥没やひび割れ（クラック）といった問題があり、これらへの技術的問題が解決できなかったため暫くは施工されなかったが、近年ではこれらの問題が解決され徳山ダム（揖斐川）の上流部二次仮締切堤や岡山県の苫田鞍部ダム（吉井川）で再度施工され始めた。世界的には中華人民共和国の清江に建設されている水布埡ダムが高さ 233 m と世界一を誇り、完成例ではブラジルにあるカンポスノボスダムが202メートルと世界一高く、紫坪埔ダム（中国）もこの型式である。

### コンクリートコアフィルダム
コンクリート中央遮水壁型ロックフィルダムなどとも呼ばれ、コア部が土質材料ではなくコンクリートやアスファルトで形成されたロックフィルダム。同様のものにコンクリートコアアースダムなどがあるが、極めてまれな型式である。特殊なものとして、コンクリートダムの下流側面に土を盛り立てた「コンクリート・土石混成堤」がある。

### グラベルフィルダム
ロックフィルダムは通常付近の山からコア材の原料となる粘土質やロック材の原料となる岩石・土塊を採取する。だが、この型式の場合はコア材は同様の手法で採取するがロック材に関しては、ダムを建設する河川の川底に堆積している砂礫（グラベル）を主原料として堤体へ盛り土する。成書によっては単なるロックフィルダムもしくはアースダムとして扱われている場合もある。世界的には、韓国にある昭陽湖ダムが規模が大きく、高さ 123.0 m 、総貯水容量が約29億 m3 を有する。